# Expedition 71
Expedition 71 è stata la 71ª  missione di lunga durata verso la Stazione spaziale internazionale che è iniziata il 6 aprile 2024 con l'undocking della Sojuz MS-24 e si è conclusa il 23 settembre 2024 con l'undocking della Sojuz MS-25. La missione ha avuto una durata di 170 giorni ed è stata comandata dal cosmonauta Oleg Kononenko.

## Equipaggio
L'equipaggio era composto dai membri della Sojuz MS-25 e della SpaceX Crew-8. Il 5 giugno arrivarono i membri della Boeing Crewed Flight Test (Boe-CFT) che sarebbero dovuti rimanere solo una settimana a bordo della ISS senza far parte dell'equipaggio dell'Expedition 71; a causa dei problemi riscontrati nella navicella Calypso la missione venne estesa. Il 24 agosto la NASA decise di far tornare Barry Wilmore e Sunita Williams della Boe-CFT con la Crew-9 a febbraio 2025 (Expedition 72), assegnando ufficialmente Wilmore e Williams all'equipaggio dell'Expedition 71/72.
|         | Astronauta                                | 6 apr - 5 giu 2024 | 5 giu - 11 set 2024 | 11 set - 24 set 2024 |
| ------- | ----------------------------------------- | ------------------ | ------------------- | -------------------- |
| MS-25   | Oleg Kononenko, Roscosmos Quinto volo     | Comandante         | Comandante          | Comandante           |
| MS-25   | Nikolaj Čub, Roscosmos Primo volo         | Ingegnere di volo  | Ingegnere di volo   | Ingegnere di volo    |
| MS-25   | Tracy Caldwell Dyson, NASA Terzo volo     | Ingegnere di volo  | Ingegnere di volo   | Ingegnere di volo    |
| Crew-8  | Matthew Dominick, NASA Primo volo         | Ingegnere di volo  | Ingegnere di volo   | Ingegnere di volo    |
| Crew-8  | Michael Barratt, NASA Terzo volo          | Ingegnere di volo  | Ingegnere di volo   | Ingegnere di volo    |
| Crew-8  | Jeanette Epps, NASA Primo volo            | Ingegnere di volo  | Ingegnere di volo   | Ingegnere di volo    |
| Crew-8  | Aleksandr Grebënkin, Roscosmos Primo volo | Ingegnere di volo  | Ingegnere di volo   | Ingegnere di volo    |
| Boe-CFT | Barry Wilmore, NASA Terzo volo            | Non a bordo        | Ingegnere di volo   | Ingegnere di volo    |
| Boe-CFT | Sunita Williams, NASA Terzo volo          | Non a bordo        | Ingegnere di volo   | Ingegnere di volo    |
| MS-26   | Aleksej Ovčinin, Roscosmos Terzo volo     | Non a bordo        | Non a bordo         | Ingegnere di volo    |
| MS-26   | Ivan Vagner, Roscosmos Secondo volo       | Non a bordo        | Non a bordo         | Ingegnere di volo    |
| MS-26   | Donald Pettit, NASA Quarto volo           | Non a bordo        | Non a bordo         | Ingegnere di volo    |

## Eventi della missione

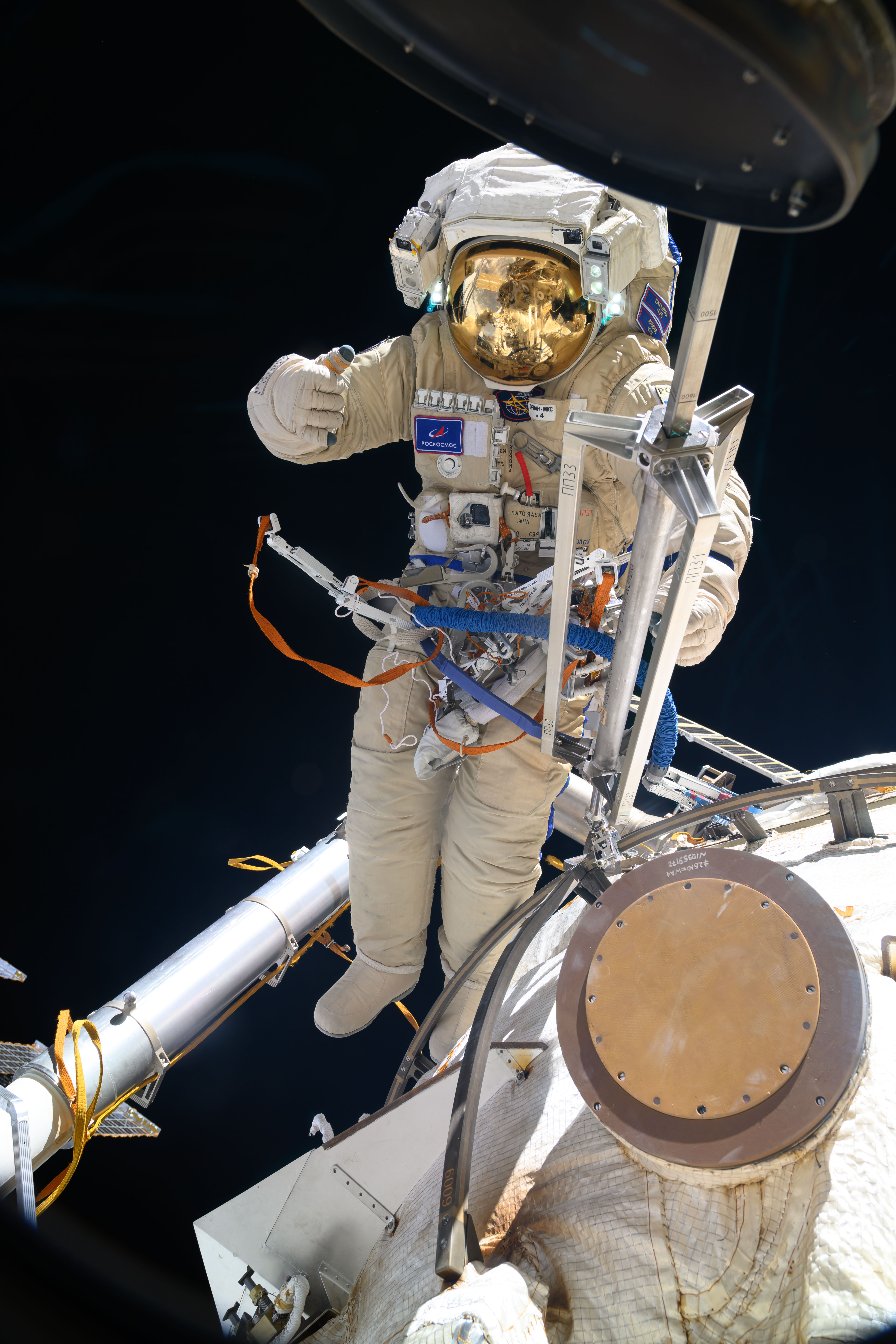
Il cosmonauta russo Nikolaj Čub durante la prima attività extraveicolare (EVA) della missione

### EVA 1 (VKD 62)
Il 25 aprile 2024 i cosmonauti russi Oleg Kononenko e Nikolaj Čub svolsero un'attività extraveicolare (EVA) di 4 ore e 36 minuti per completare l'installazione di un pannello su un sistema radar ad apertura sintetica del modulo Nauka e di esperimenti all'esterno del modulo Poisk per analizzare il livello di corrosione delle superfici e dei moduli della Stazione spaziale internazionale (ISS).

### Primo innalzamento dell'orbita
In vista dell'arrivo di fine maggio 2024 della navicella cargo russa Progress MS-27, la navicella Progress MS-26 attraccata al boccaporto posteriore del modulo Zvezda ricevette il comando dai controllori di volo di Roscosmos di accendere i propulsori per sette minuti. Questa manovra orbitale, nota come reboost, venne eseguita per aumentare l'altitudine della ISS, permettendo di contrastare il rallentamento della ISS causato dall'attrito atmosferico ancora presente a quell'altitudine (circa 400 km) e per posizionare la ISS all'orbita corretta in vista delle prossime missioni con equipaggio e di rifornimento.

### Undocking e ammaraggio della SpaceX CRS-30
Dopo aver rinviato l'undocking di un paio di giorni per le condizioni meteorologiche sfavorevoli nel sito di atterraggio, il 28 aprile 2024 i controllori di volo di SpaceX a Hawthorne inviarono alla navicella SpaceX CRS-30 il comando di undocking facendola allontanare dal boccaporto nadir del modulo Harmony. Il 30 aprile la navicella entrò in atmosfera e ammarò al largo delle coste della Florida assistita da quattro paracadute. Il carico della navicella al rientro era di quasi due tonnellate di attrezzature e campioni di esperimenti scientifici da analizzare a Terra dopo essere stati eseguiti nello spazio nei mesi precedenti.

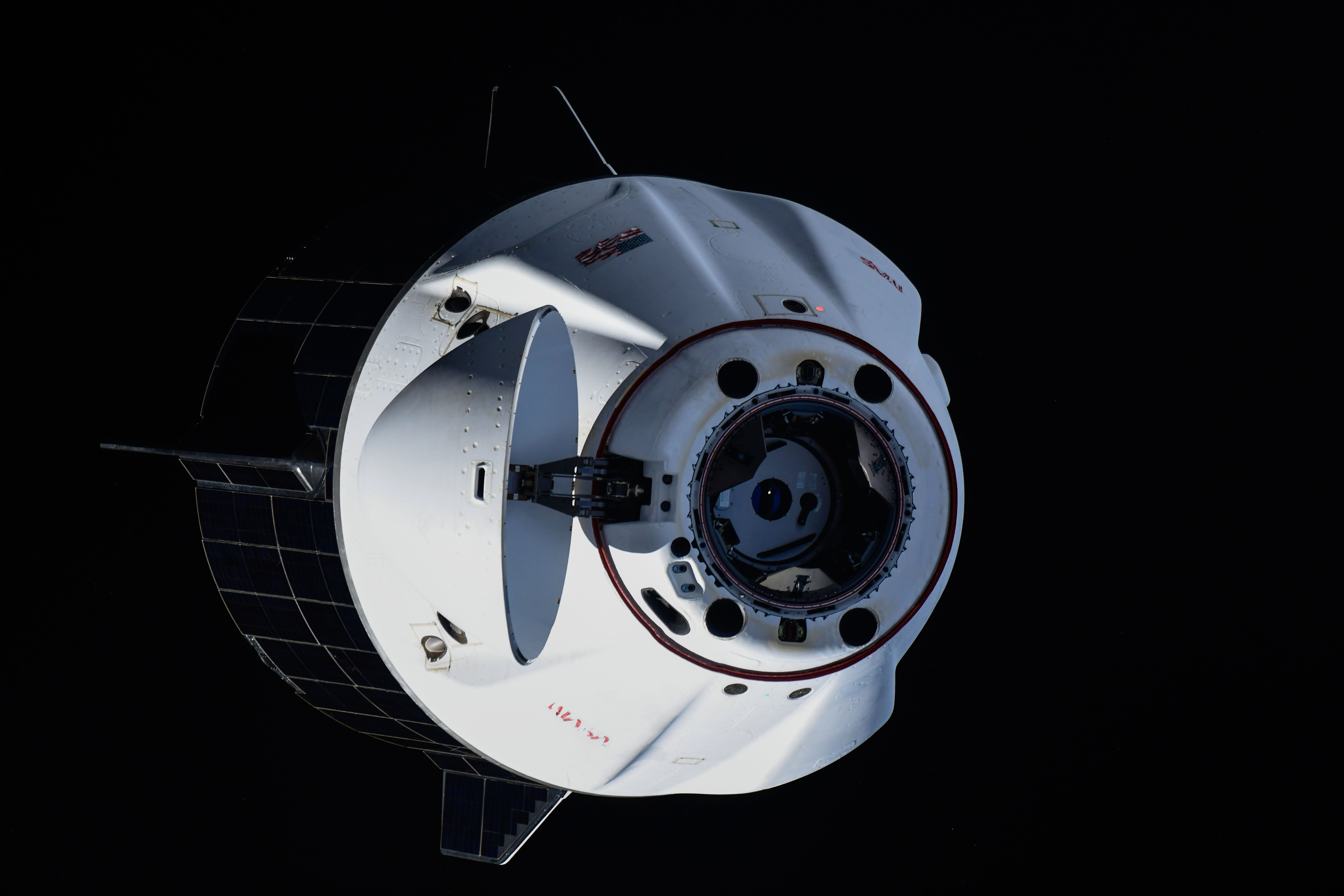
La Crew Dragon Endeavour durante il cambio di boccaporto

### Cambio di boccaporto della Crew Dragon Endeavour
In previsione dell'arrivo della navicella spaziale Boeing Starliner Calypso previsto per l'8 maggio 2024, la navicella Crew Dragon Endeavour venne spostata dal boccaporto anteriore al boccaporto zenith del modulo Harmony. Il 2 maggio l'equipaggio della SpaceX Crew-8 composto dal comandante Matthew Dominick, dal pilota Michael Barratt e dagli specialisti di missione Jeanette Epps e Aleksandr Grebënkin indossò le tute, chiuse i portelloni tra il veicolo e la ISS e eseguì un undocking dal boccaporto anteriore. L'undocking, inizialmente previsto per le 11:45 venne rinviato di poco più di un'ora a causa di un'inaspettata diminuzione della pressione atmosferica all'interno del veicolo che poi è tornata ai livelli nominali. Con il supporto dei controllori di volo del Centro di controllo della NASA e del Centro di controllo di SpaceX, la navicella si allontanò dalla ISS per allinearsi al boccaporto zenith dove eseguì il docking 50 minuti dopo. Nonostante la procedura fosse eseguita in modalità autonoma dalla navicella, la presenza degli astronauti a bordo fu necessaria sia in caso malfunzionamenti della modalità automatica sia in caso di impossibilità di rieseguire il docking con successo; l'equipaggio infatti deve sempre avere accesso al proprio veicolo in caso di situazioni di emergenza sulla ISS. Nei giorni precedenti all'undocking l'equipaggio ha quindi svolto le attività che precedono un vero undocking prima del rientro a Terra, tra cui rivedere le procedure di undocking, ispezionare e pulire il sistema di docking della navicella, riorganizzare le provviste nel veicolo e controllare le tute spaziali, a fronte della possibilità di non riuscire a eseguire il docking e dover far ritorno sulla Terra. Si trattò del 28º spostamento di un veicolo spazio sulla ISS e del quarto di un veicolo spaziale Crew Dragon.
Il lancio della Starliner Calypso, previsto inizialmente per il 6 maggio 2024, venne rinviato diverse volte nell'arco del mese di maggio per il sopraggiungere di diversi problemi sia al vettore che al veicolo spaziale; il lancio avvenne infine il 5 giugno 2024.

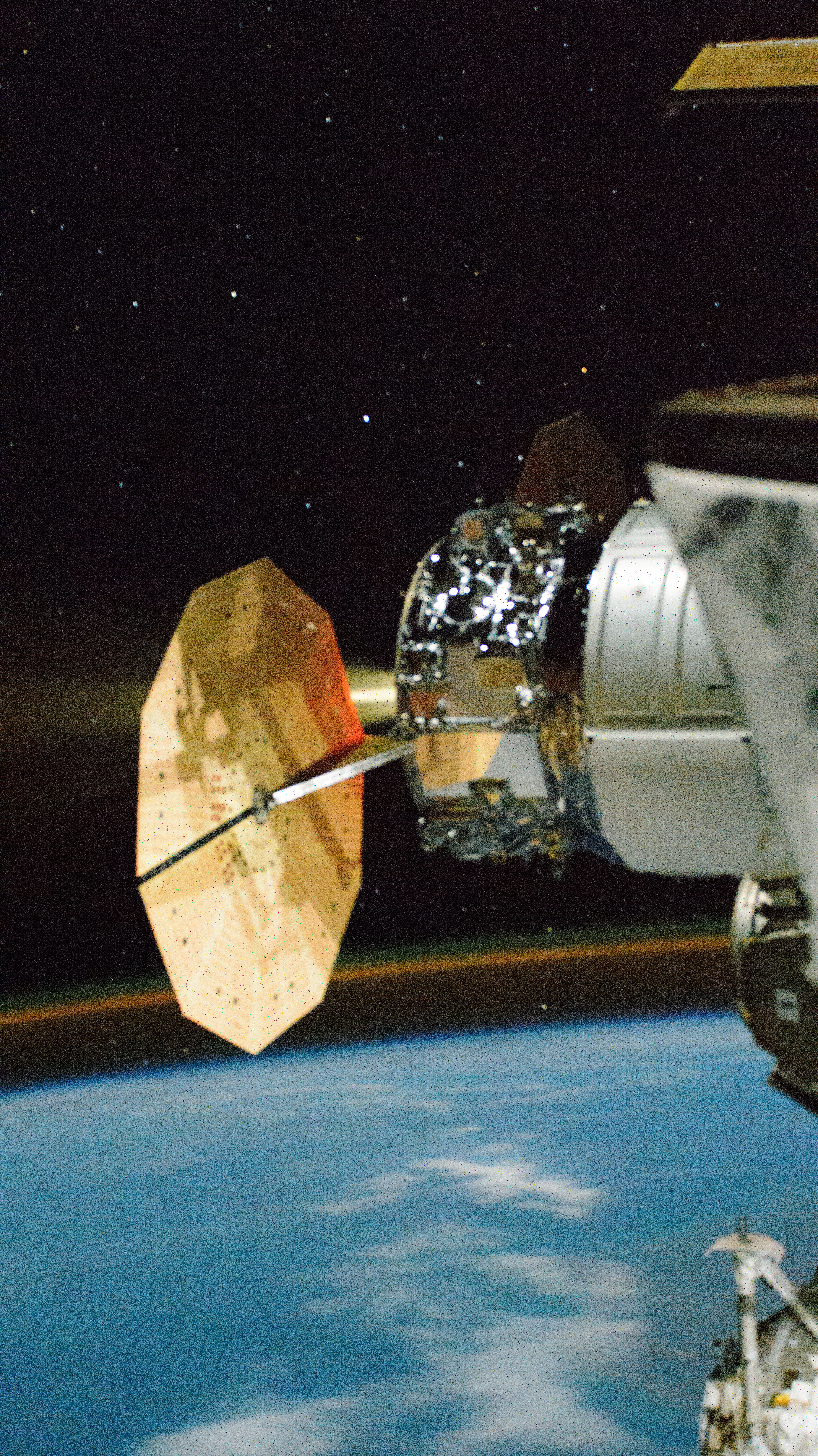
La Cygnus NG-20 durante l'accensione del motore per innalzare l'orbita della ISS

### Secondo innalzamento dell'orbita
Il veicolo cargo Cygnus NG-20 della Northrop Grumman effettuò due accensioni dei motori il 24 maggio 2024 mentre era agganciato al boccaporto nadir del modulo Unity della ISS per innalzarne l'orbita in vista dell'arrivo del veicolo cargo Progress MS-27 previsto per il 30 maggio 2024. Durante queste operazioni, il veicolo Cygnus NG-20 aumentò la velocità della ISS per un totale di 2,26 m/s.

### Undocking della Progress MS-25
La navicella cargo russa Progress MS-25, carica dei rifiuti prodotti dall'equipaggio della ISS nei mesi precedenti, venne sganciata dal modulo Poisk della Stazione spaziale internazionale il 28 maggio 2024. Essa concluse la sua permanenza di sei mesi nello spazio poche ore dopo, rientrando nell'atmosfera terrestre per un rientro distruttivo sopra una zona disabitata dell'Oceano Pacifico.

### Lancio e docking della Progress MS-27
La Progress MS-27 venne lanciata il 30 maggio 2024 dal Cosmodromo di Bajkonur in Kazakistan, portando in orbita due tonnellate e mezzo di carico, inclusi 1290 kg di attrezzature per i sistemi della ISS, materiale per esperimenti scientifici, vestiario e provviste per l'equipaggio, 754 kg di carburante per il rifornimento della ISS, 420 kg di acqua potabile e 40 kg di azoto per il reintegro dell'atmosfera della ISS. Tra il carico era presente anche un iperspettrometro per il rilievo della superficie terrestre in vari intervalli spettrali per l'esperimento Hurricane, e altri materiali per gli esperimenti Biopolymer, Interaction-2, Virtual, Correction, Neuroimmunity e Pilot-T. In vista dell'arrivo del nuovo veicolo cargo, i cosmonauti Kononenko e Čub ripassarono le procedure per l'arrivo della Progress MS-27, esercitandosi a pilotare da remoto il veicolo con il sistema TORU. Questo dispositivo, situato nel modulo di servizio Zvezda, consente di inviare comandi per controllare le navicelle Roscosmos in avvicinamento e permette ai cosmonauti di pilotare manualmente i veicoli durante docking, se necessario. Dopo un viaggio di due giorni, la navicella Progress MS-27 si agganciò automaticamente al modulo Poisk della Stazione Spaziale Internazionale il 1º giugno 2024.

### Lancio e docking della Starliner Calypso

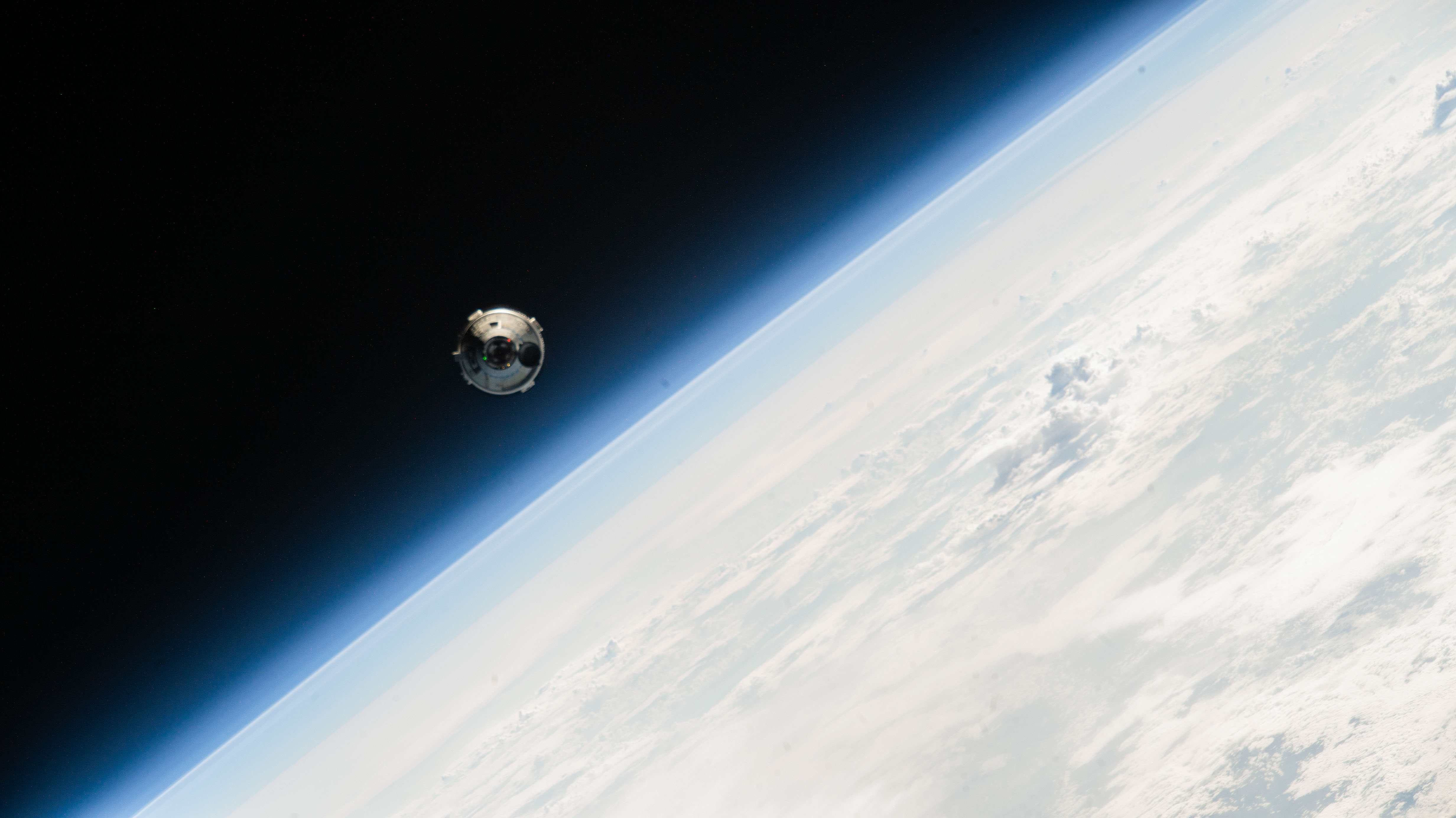
La Starliner Calypso fotografata durante l'avvicinamento all'ISS

Il 5 giugno 2024 la navicella di Boeing Starliner Calypso venne lanciata con il lanciatore Atlas V N22 dal Complesso di lancio 41 di Cape Canaveral per la missione Boeing Crewed Flight Test con a bordo il comandante Barry "Butch" Wilmore e il pilota Sunita Williams della NASA. Durante il viaggio verso la ISS di un giorno, vennero rilevate due perdite di elio dal circuito dei propulsori Reaction Control System (RCS) che si vanno ad aggiungere a quella rilevata a Terra prima del lancio alla fine di maggio 2024. Al fine di monitorare e minimizzare queste perdite, i tre collettori di elio vennero chiusi quando non necessari e riaperti durante l'accensione dei motori per l'aggiustamento dell'orbita per l'avvicinamento alla ISS e durante le operazioni di docking.Durante le ore di avvicinamento alla ISS vennero eseguiti vari test per testare i vari sistemi del veicolo spaziale, come previsto negli obiettivi della missione di collaudo. I test eseguiti sul sistema propulsivo rilevarono problemi a 5 dei 23 propulsori del Reaction control system della Calypso. Questo portò a un rinvio del docking alla finestra di docking successiva, in attesa di risolvere i problemi ai propulsori. Dopo ulteriori test, si riuscì a far funzionare quattro dei cinque propulsori malfunzionanti, ricevendo l'ok per eseguire il docking. Il docking della navicella Calypso con il boccaporto anteriore del modulo Harmony avvenne alle 17:34 del 6 giugno 2024. Alla conclusione delle operazioni di docking tutti i collettori dello Starliner vennero chiusi, come prevede la procedura nominale dei veicoli attraccati alla ISS.

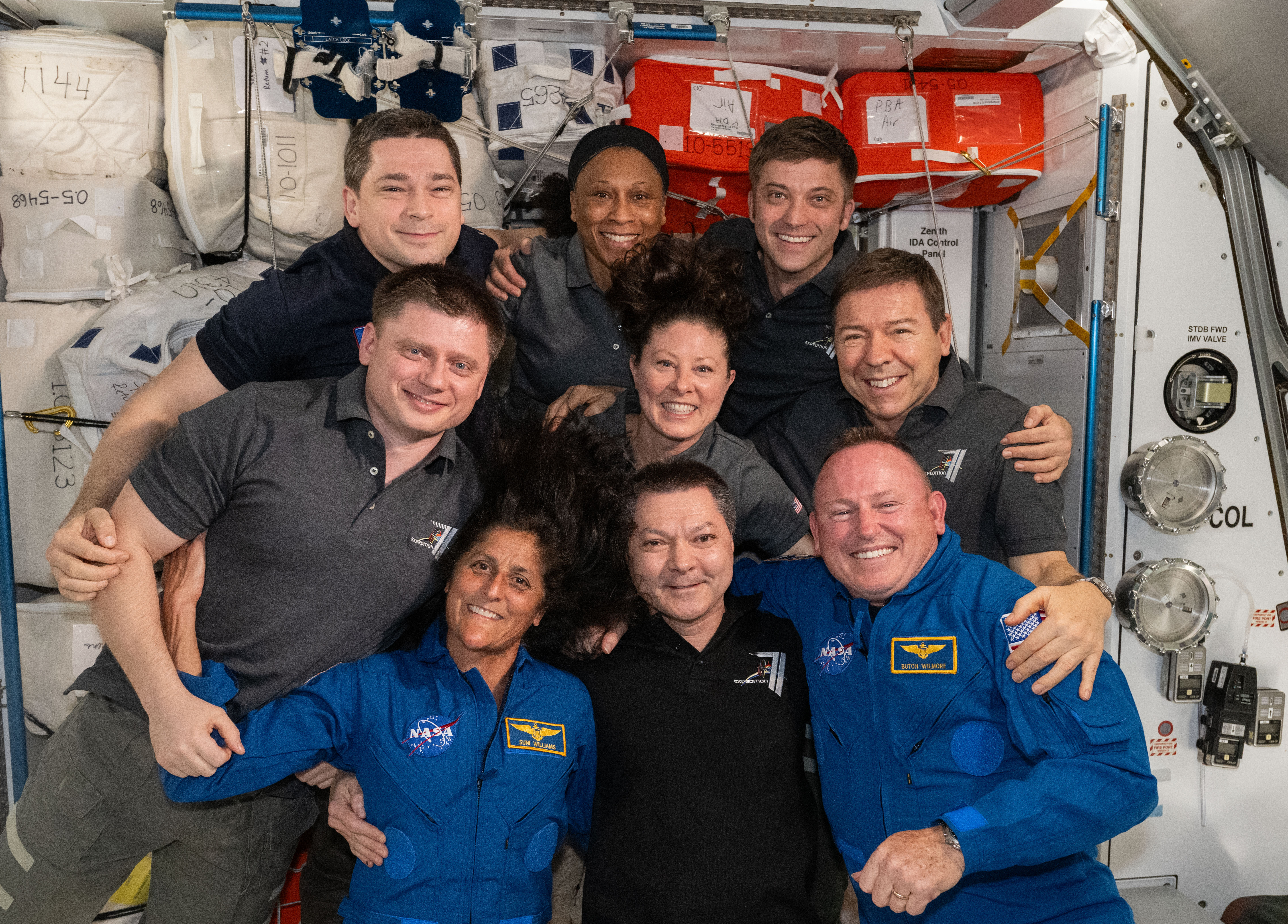
Gli equipaggi di Expedition 71 e di Boe-CFT poco dopo l'arrivo sulla ISS di quest'ultimi

L'undocking previsto una settimana dopo l'arrivo sulla ISS venne posticipato numerose volte per dar tempo agli ingegneri a Terra di analizzare i propulsori difettosi e decidere se la Starliner Calypso era da considerarsi sicura per il rientro sulla Terra con equipaggio a bordo; il 28 giugno la NASA annunciò che, sebbene Starliner avrebbe potuto riportare gli astronauti sulla Terra in caso di emergenza sulla ISS, la navicella non sarebbe stata autorizzata a volare finché i problemi ai propulsori non fossero stati risolti o almeno compresi meglio. Il 6 agosto 2024 la NASA decide di posticipare il lancio della SpaceX Crew-9 per avere più tempo per decidere con che navicella far rientrare gli astronauti della Boe-CFT; il 24 agosto la NASA riferì di aver deciso, dopo estese discussioni tecniche, di non considerare Starliner Calypso sicura per il rientro sulla Terra con equipaggio. Di conseguenza, venne deciso che Wilmore e Williams torneranno sulla Terra a febbraio 2025 con la Crew-9 che partirà il 24 settembre 2024 con due soli membri, per lasciare gli altri due posti liberi per gli astronauti della Boe-CFT. Wilmore e Williams vennero allora integrati nell'equipaggio ufficiale delle Expedition 71/72 durante le quali trascorreranno in totale otto mesi a bordo della Stazione spaziale internazionale. La navicella Calypso invece rimarrà attraccata sulla ISS fino al 6 settembre 2024.
I lancio del veicolo con equipaggio Starliner fa parte del programma Commercial Crew Program con il quale la NASA, dopo il ritiro dello Space Shuttle nel 2011 e il fallimento del programma Constellation, intendeva avere a disposizione dei veicoli spaziali nazionali per mandare i propri astronauti nello spazio. Nel 2014 NASA aveva selezionato Boeing e SpaceX per sviluppare dei veicoli spaziali privati per equipaggio per trasportare gli equipaggi della ISS per un totale di, al massimo,  sei missioni ciascuno a partire dal 2016. Dopo innumerevoli ritardi, nel maggio 2020 SpaceX lancia infine la missione di collaudo con equipaggio Crew Dragon Demo-2. Nel frattempo Boeing incontra altri problemi che rinviano l'entrata in servizio della navicella, fino alla 5 giugno 2024 quando finalmente Butch Wilmore e Sunita Williams raggiungono lo spazio a bordo della CST-100 Starliner Calypso.

### EVA 2 (USOS 90 - Interrotta)
Il 24 giugno 2024 gli astronauti NASA Tracy Dyson e Michael Barrat iniziarono un'attività extraveicolare per rimuovere un dispositivo elettronico difettoso da un'antenna di comunicazione sull'Integrated Truss Structure (ITS) della ISS e di raccogliere campioni per l'analisi della sopravvivenza e della riproduzione dei microrganismi all'esterno del Segmento orbitale americano. Poco dopo essersi scollegata dal Display and Control Module (DCM) della ISS e aperto il portellone esterno del Crew lock dell'airlock Quest, Dyson individuò una perdita d'acqua dal Service and Cooling Umbilical (SCU) della sua tuta spaziale. Il CAPCOM Stephen Bowen dal Centro di controllo missione di Houston disse a Dyson di ricollegare l'SCU al DCM per fermare la perdita. Nonostante la risoluzione del problema, Dyson notò la formazione di ghiaccio sui guanti e espresse preoccupazione per la possibile presenza di ghiaccio in altre parti della tuta e dell'airlock. Poco dopo, dopo aver considerato la situazione, Houston dichiarò annullata l'EVA; Dyson chiuse il portellone esterno del Quest e gli astronauti a bordo della ISS iniziarono la ri-pressurizzazione del Crew lock. L'EVA ebbe una durata di 31 minuti, totalizzando 23 ore e 20 minuti per Dyson e 5 ore e 37 minuti per Barrat. Rimane valido il record di attività extraveicolare più breve svolta da Michael Barratt nel giugno 2009 della durata di 12 minuti durante l'Expedition 20. L'EVA doveva essere svolta il 13 giugno 2024 dagli astronauti Tracy Dyson e Matthew Dominick ma un'ora prima dell'inizio dell'EVA venne annullata per problemi di indossabilità della tuta di Dominick.

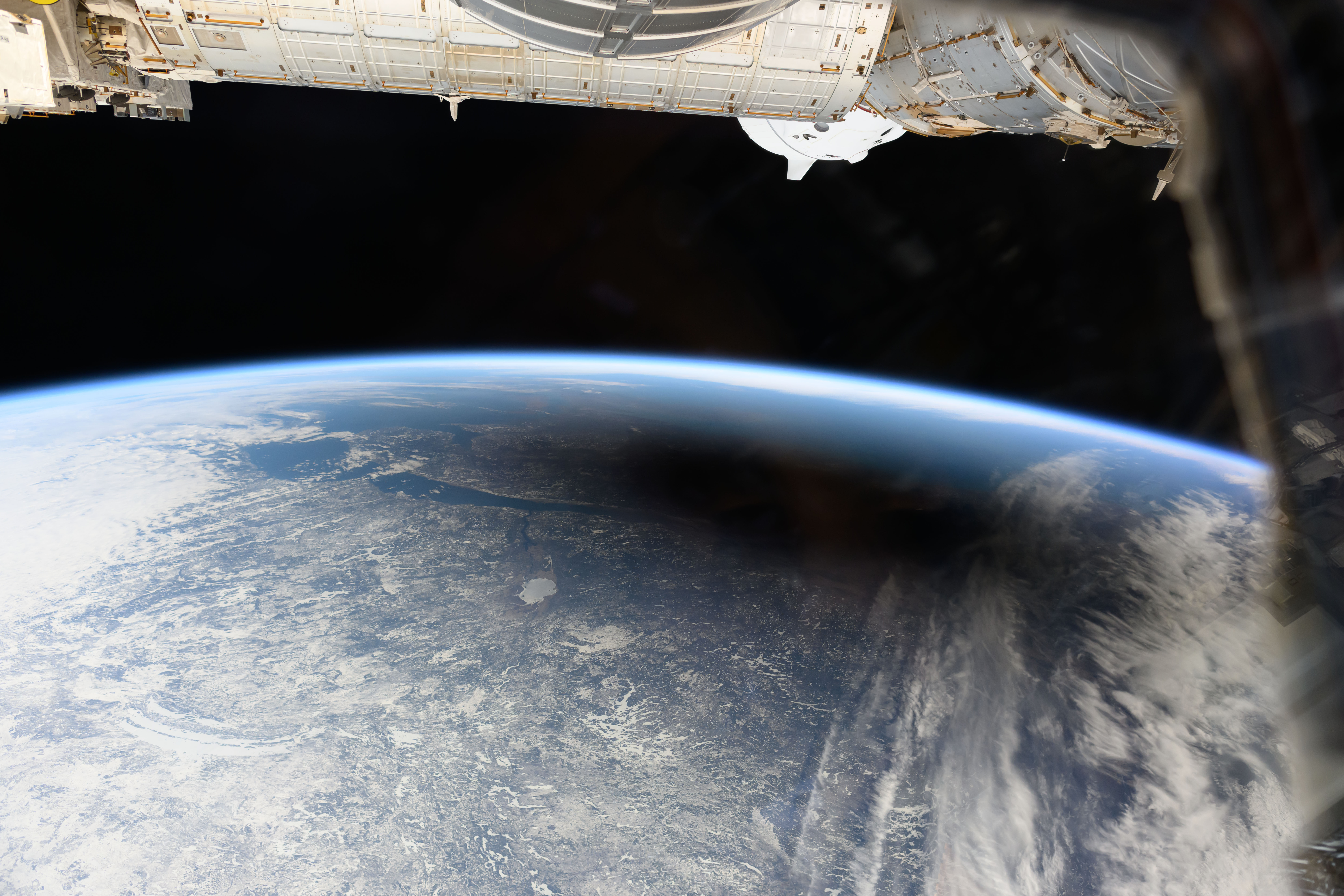
L'eclisse dell'aprile 2024 vista dalla ISS

### Unberthing della Cygnus NG-20
Il 12 luglio 2024 i controllori a Terra eseguirono l'unberthing della navicella Cygnus NG-20 dal modulo Unity della ISS. Nelle ore successive, sotto la supervisione dell'astronauta Barrat, la navicella venne rilasciata dal Canadarm2 carica di rifiuti, costituiti dall'immondizia prodotta dall'equipaggio e attrezzature non più utilizzabili a bordo. Durante il rientro venne svolto l'esperimento Kentucky Re-entry Probe Experiment-2 (KREPE-2) che raccolse informazioni cruciali sulle condizioni estreme affrontate durante il rientro atmosferico al fine di migliorare i sistemi di protezione termica per le future missioni spaziali. La navicella rientrò il giorno successivo in modo controllato ma distruttivo in una zona disabitata dell'Oceano Pacifico.

### Lancio e berthing della Cygnus NG-21
Tre settimane dopo, il 4 agosto 2024, venne lanciata un'altra missione di rifornimento Cygnus, la Cygnus NG-21, a bordo di un lanciatore Falcon 9 dalla Cape Canaveral Space Force Station, in Florida. La navicella era denominata S.S. Francis R. "Dick" Scobee in onore del comandante dello Space Shuttle Challenger che perse la vita insieme ad altri sei membri dell'equipaggio della STS-51-L durante il disastro dello Space Shuttle Challenger. Poco dopo il lancio, la Cygnus NG-21 mancò la sua prima accensione a causa di un ritardo nella sequenza di ingresso per l'accensione. Il Targeted altitude Burn (TB1) venne riprogrammato, ma interrotto poco dopo l'accensione del motore a causa di uno stato della pressione iniziale troppo basso.  Il carico a bordo era costituito da oltre 3.800 kg di esperimenti e rifornimenti per l'equipaggio della ISS. Dopo un viaggio di circa un giorno e mezzo, la Cygnus raggiunse la ISS il 6 agosto 2024, venendo catturata con il braccio robotico Canadarm2 dall'astronauta NASA Matthew Dominick con Jeanette Epps come backup. Due ore dopo, i controllori di volo a Terra completarono le operazioni di berthing al modulo Unity.

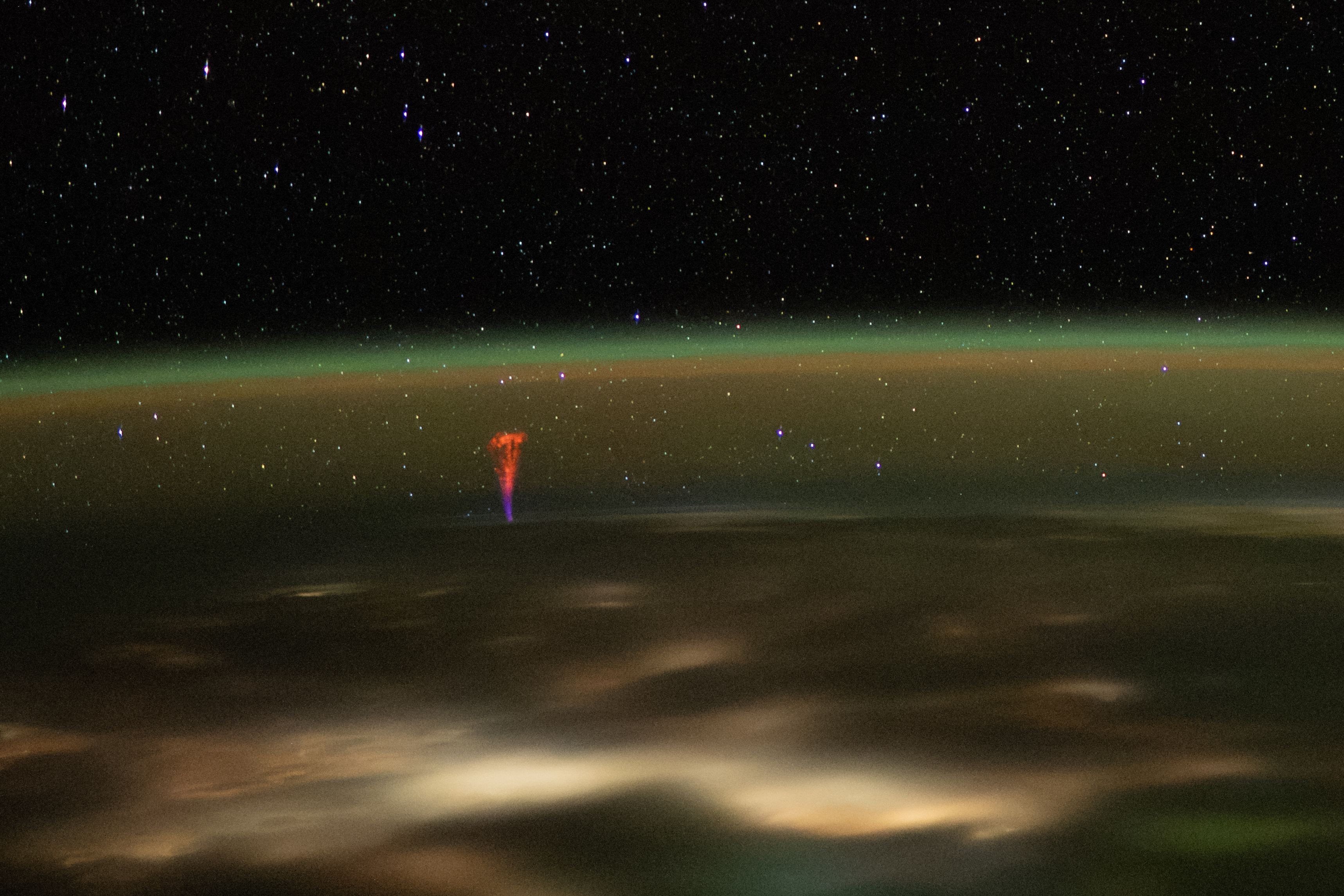
Un getto blu fotografato da Matthew Dominick nel luglio 2024 dalla ISS

### Undocking della Progress MS-26
La navicella cargo Progress MS-26 completò la sua missione a bordo della Stazione spaziale internazionale il 13 agosto 2024, quando eseguì un undocking automatico dal modulo Zvezda. Dopo essersi allontanata dalla ISS con l'utilizzo delle molle del sistema di docking, la navicella accese i motori per circa tre minuti per avviare la manovra di deorbitazione. Un paio di ore dopo, la Progress MS-26 carica di rifiuti entrò negli strati più densi dell'atmosfera terrestre, disintegrandosi durante il rientro in una zona disabitata dell'Oceano Pacifico.

### Lancio e docking della Progress MS-28
Due giorno dopo, il 15 agosto 2024 venne lanciata la navicella Progress MS-28 dal Cosmodromo di Baikonur, utilizzando un razzo Soyuz-2.1a. Il 17 agosto 2024 la navicella eseguì un docking al boccaporto Zvezda lasciato libero dalla Progress MS-26 appena rientrata, consegnando alla ISS 2.621 kg rifornimenti per la ISS. Rimarrà a bordo per sei mesi, durante i quali innalzerà l'orbita che decade continuamente per l'attrito dell'atmosfera terrestre.

### Undocking della Starliner Calypso
Dopo che il 24 agosto 2024 la NASA dichiarò la Starliner Calypso della missione Boe-CFT non sicura per il rientro a Terra con astronauti a bordo, la data dell'undocking venne fissata alla prima settimana di settembre 2024. Poiché la ISS è dotata di soli due boccaporti IDSS, Starliner doveva lasciare la ISS prima dell'arrivo della Crew-9, in modo da liberare il boccaporto a prua di Harmony (l'altro IDSS era occupato dalla Crew Dragon Endeavour della Crew-8). Secondo le regole di sicurezza della ISS, ogni membro dell'equipaggio deve avere una "scialuppa di salvataggio" in caso di evacuazione d'emergenza della ISS; per rispettare questa regola SpaceX sviluppò una configurazione d'emergenza sulla Dragon in cui fino a tre membri dell'equipaggio (oltre ai quattro membri regolari) si legherebbero al pavimento della Dragon, dove normalmente viene stivato il carico, che sarebbe ricoperto da un'imbottitura di schiuma per sostituire i seggiolini mancanti.

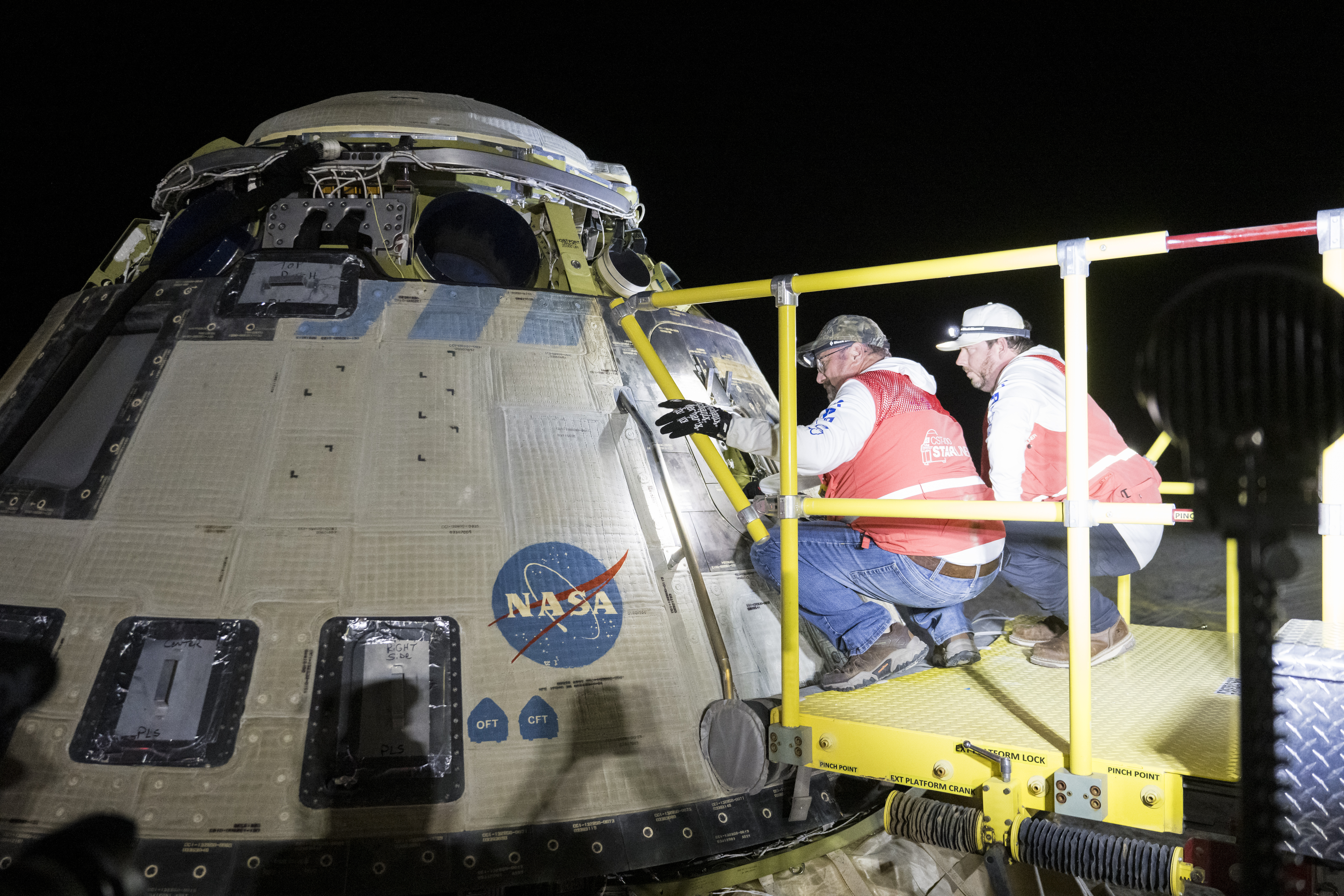
Le squadre a Terra ispezionano la Starliner Calypso a seguito dell'atterraggio.

Secondo il piano originale della Starliner, il viaggio di ritorno dalla ISS sarebbe iniziato con la chiusura del portello da parte degli astronauti e circa tre ore di ulteriori controlli prima dell'undocking. Una volta eseguito l'undocking, la navicella avrebbe eseguito una spirale completa attorno alla ISS, volando sopra, dietro e sotto la ISS prima di accendere i propulsori per iniziare il viaggio di ritorno verso gli Stati Uniti occidentali, dove la navicella sarebbe atterrata circa sei ore e mezza dopo. Invece, quando la Starliner senza equipaggio eseguì l'undocking il 6 settembre alle 22:04 UTC, eseguì una manovra posigrada più semplice e meno stressante a livello meccanico per allontanare la Starliner dalla ISS, basandosi principalmente sull'accensione dei propulsori rivolti in avanti, che non avevano avuto problemi durante il docking. La navicella eseguì quindi la prima accensione di deorbitazione a una distanza di sicurezza dalla ISS.
Starliner rientrò nell'atmosfera circa sei ore dopo l'undocking; dispiegò tre paracaduti, rallentando la navicella a circa 1,8 m/s. Prima di raggiungere il suolo, sei airbag si aprirono per attutire l'atterraggio. Atterrò a White Sands Space Harbor nel Nuovo Messico il 7 settembre alle 04:01 UTC. Tutti i potenziali siti di atterraggio si trovavano nella parte occidentale degli Stati Uniti, consentendo l'espulsione del modulo di servizio per un rientro distruttivo sull'Oceano Pacifico. Durante il rientro, la Starliner riscontrò due problemi tecnici differenti dai problemi rilevati precedentemente: un breve guasto al sistema di navigazione e la mancata accensione di uno dei 12 propulsori utilizzati per orientare la navicella durante il rientro atmosferico. Il propulsore che ebbe un malfunzionamento era un propulsore monopropellente montato sulla navicella ed era separato dal sistema di propulsione bipropellente del modulo di servizio che ebbe un malfunzionamento nella prima fase della missione.

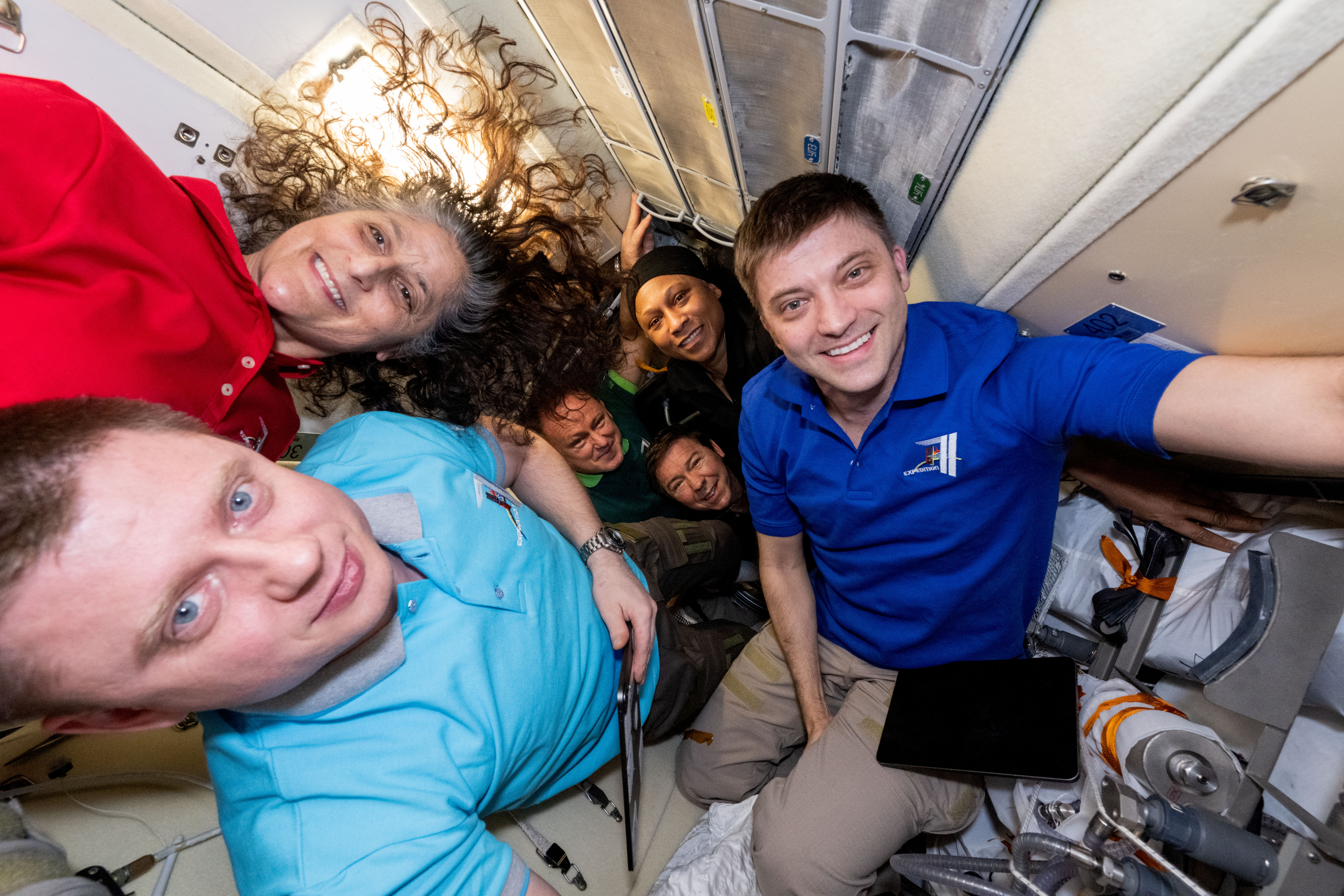
Alcuni membri dell'Expedition 71 aspettano nel modulo Rassvet l'apertura dei portelloni tra la Sojuz MS-26 e la ISS.

### Lancio e docking della Sojuz MS-26
L'11 settembre 2024 la Sojuz MS-26 con il comandante Aleksej Ovčinin e gli ingegneri di volo Ivan Vagner e Donald Pettit venne lanciata a bordo del lanciatore Sojuz 2.1a dal cosmodromo di Bajkonur. Tre ore dopo la navicella eseguì un docking automatico a Rassvet del Segmento orbitale russo; dopo aver eseguito i controlli di tenuta d'aria tra il veicolo e la ISS, i portelloni vennero aperti facendo congiungere gli equipaggi. Da quel momento fino all'undocking della Sojuz MS-25, che avverrà il 23 settembre 2024, a bordo della ISS erano presenti 12 persone.

### Cambio di comando Kononenko – Williams
Il 22 settembre 2024 il comandante della Stazione spaziale internazionale per l'Expedition 71, Oleg Kononenko, in vista della sua partenza del giorno successivo, passò il comando all'astronauta statunitense Sunita Williams per i sei mesi di missione dell'Expedition 72. La missione della Williams doveva durare solo due settimane e non prevedeva l'assunzione del comando della ISS ma, a causa dei malfunzionamenti della navicella Starliner Calypso, la sua missione venne estesa di sei mesi durante l'Expedition 72.

### Undocking della Sojuz MS-25
Il 23 settembre 2024 la navicella Sojuz MS-25, con a bordo il comandante Oleg Kononenko e gli ingegneri di volo Nikolaj Čub e Tracy Caldwell Dyson, eseguì un undocking automatico dal modulo Rassvet del Segmento orbitale russo della ISS per far ritorno sulla Terra. Kononenko e Čub vennero lanciati il 15 settembre 2023 a bordo della Sojuz MS-24 e trascorsero 373 giorni continuativi nello spazio, più di qualunque altro equipaggio sulla ISS; la loro missione venne estesa nel maggio 2023 per permettere il lancio (e rientro) della cittadina bielorussa Marina Vasilevskaja. Con i loro 374 giorni di missione superarono il record di 370 giorni detenuto dall'equipaggio della Sojuz MS-22/Sojuz MS-23 (Sergej Prokop'ev, Dmitrij Petelin e Francisco Rubio) la cui missione era stata estesa a causa dell'incidente della Sojuz MS-22.

## Esperimenti
L'equipaggio dell'Expedition 71 condusse centinaia di esperimenti scientifici in diversi campi scientifici. Di seguito sono riportati alcuni di questi esperimenti.

### Biologia e biotecnologia
- APEX-09: studia come la microgravità influisce sul metabolismo delle piante Brachypodium distachyon e Setaria viridis e la loro rimozione dell'anidride carbonica[55]
- BFF-Cardiac: studia come stampare e processare campioni di tessuto cardiaco, al fine di produrre organi da trapiantare nei pazienti malati[56]
- Colgate Skin Aging: studia gli effetti della microgravità sull'invecchiamento della pelle e come contrastarlo[57]
- Compartment Cartilage Tissue Construct: mira a sviluppare una struttura ingegnerizzata per rigenerare i tessuti cartilaginei e a testare l'effetto di specifici RNA sulla crescita della cartilagine[58]
- DNA Nano Therapeutics-Demo 2: studia la produzione di nanomateriali ispirati al DNA per usarli nella somministrazione di farmaci e vaccini, e nella medicina rigenerativa[59]
- GEARS: studia la presenza e l'evoluzione di batteri resistenti agli antibiotici sulla ISS per comprendere come si adattino all'ambiente spaziale e individuare strategie che porteranno a una diminuzione del rischio di infezione[60]
- GiSMOS: utilizza il sequenziamento genico per identificare le specie di batteri e funghi presenti nel sistema idrico della ISS[61]
- HBOND: usando modelli tridimensionali delle regioni del cervello, vuole studiare i meccanismi della neuroinfiammazione, un fenomeno comune nelle malattie neurodegenerative come il Parkinson e la sclerosi multipla[62]
- Immune Cell Activation: mira a comprendere come l'ambiente di microgravità influisce sull'assorbimento di nanoparticelle magnetiche nelle cellule immunitarie e nei melanomi[63]
- InSPA-StemCellEX-H1: mira a testare una tecnologia innovativa per la produzione di cellule staminali ematopoietiche nello spazio[64]
- Plant UV-B: esamina gli effetti della microgravità e dell'esposizione alle radiazioni UV-B sulle piante e come queste si adattino all'ambiente difficile[65]
- Rotifer-B2: indaga sugli effetti del volo spaziale sui meccanismi di riparazione del DNA nel rotifero Bdelloidei Adineta vaga, un organismo noto per la sua straordinaria capacità di riparare i danni al DNA[66]

### Ricerca umana
- B Complex: studia se un supplemento di vitamine del gruppo B può prevenire o mitigare la Spaceflight-Associated Neuro-ocular Syndrome (SANS)[67]
- CARDIOBREATH: studia come le modifiche del sistema cardiovascolare e respiratorio degli astronauti durante i voli spaziali influenzino la regolazione della pressione sanguigna[68]
- CIPHER: mira a comprendere i cambiamenti fisiologici e psicologici che si verificano negli esseri umani durante le missioni spaziali pluriennale e negli ambienti ostili e isolati[69]
- Immunity Assay: studia l'impatto dei fattori di stress del volo spaziale sulle funzioni immunitarie cellulari utilizzando un test immunitario funzionale sui semplici campioni di sangue[70]

### Scienze della Terra e dello spazio
- Thor-Davis: studia l'attività elettrica dei temporali sull'atmosfera terrestre e sul clima per migliorare i modelli climatici della Terra, in particolare l'effetto delle scariche atmosferiche sulla chimica della stratosferiche[71]

### Scienze fisiche
- Cold Atom Laboratory: produce nuvole di atomi raffreddate a circa un decimo di miliardesimo di grado sopra lo zero assoluto (una temperatura molto più fredda dello spazio profondo) per sviluppare sensori quantistici ultra-freddi al fine di misurare campi gravitazionali, magnetici, ecc.. e portare a nuove scoperte scientifiche[72]
- Concrete Hardening: esplora come l'assenza di peso influenzi il processo di solidificazione del calcestruzzo al fine di ottimizzare le miscele per ridurre l'uso di cemento la cui produzione è ad oggi responsabile di grandi emissioni di Anidride carbonica nell'atmosfera[73]
- FBCE: mira a sviluppare e validare un modello per il flusso in ebollizione e la condensazione in microgravità per progettare scambiatori di calore e caldaie efficienti sia in microgravità sia a gravità parziale (Luna e Marte)[74]
- Flawless Space Fibers-1: testa nuovi hardware e processi per produrre fibre ottiche di alta qualità nello spazio[75]
- FSL Soft Matter Dynamics - FOAM: studia le dinamiche di crescita e riorganizzazione delle bolle in schiume "bagnate" in microgravità utili in molti processi industriali[76]
- Gaucho Lung: studia come il rivestimento di muco nelle vie respiratorie influenzi il trasporto di farmaci liquidi attraverso i polmoni e potrebbe portare benefici nelle terapie neonatali per la sindrome da distress respiratorio[77]
- KREPE-2: mira a testare una tecnologia accessibile per esperimenti sul rientro atmosferico e fornire dati di volo reali per validare i modelli computerizzati dello scudo termico[78]
- Nano Particle Haloing Suspension: studia come le microparticelle si dispongono quando viene applicato loro un campo elettrico e potrebbe portare a migliorare l'efficienza delle celle solari a punti quantici[79]
- PBRE: studia il comportamento dei gas e dei liquidi quando fluiscono simultaneamente attraverso una colonna a riempimento riempita di particelle porose fisse, usata nei reattori a gocciolamento[80]
- PBRE-WRS: testa le colonne a riempimento riempite di sfere di otto materiali diversi, oltre al vetro, Teflon e catalizzatore di platino già testati nei precedenti esperimenti[81]

### Sviluppo e dimostrazione di tecnologie
- ArgUS Mission 1: studio che include diversi carichi utili esterni con obiettivi distinti, come la dimostrazione di software, l'uso dell'elaborazione computerizzata avanzata e tecniche per l'osservazione della Terra, oltre a metodi per catturare video nello spazio e testare vari rilevatori e sistemi di imaging[82]
- CLINGERS: utilizza gli Astrobee della ISS per testare un adattatore di docking e sensori di prossimità per l'unione di oggetti spaziali attivi e passivi per svolgere future attività spaziali come rifornimento orbitale, la riparazione e l'aggiornamento dei satelliti e la fabbricazione in orbita[83]
- EveryWear: un insieme di piccoli dispositivi indossabili per la raccolta dati a bordo della ISS, progettato per semplificare e migliorare la raccolta di informazioni fisiologiche e mediche sugli astronauti nello spazio[84]
- Metal 3D printer: testa la capacità della stampa 3D di acciaio inossidabile in condizioni di microgravità, esplorando il processo di deposizione metallica tridimensionale a bordo della ISS[85]
- MSTIC: studia gli effetti della microgravità sulla produzione di film sottili utilizzati nella manifattura di semiconduttori[86]
- OGA H2 Sensor Demo: testa nuovi sensori per rilevare la presenza di idrogeno (H2) e prevenire guasti nel sistema di generazione di ossigeno respirabile attraverso l'elettrolisi dell'acqua[87]
- Robotic Surgery Tech Demo: testa le tecniche di chirurgia robotica in condizioni di microgravità, utilizzando un robot chirurgico miniaturizzato che può essere controllato a distanza dalla Terra o operato in modalità autonoma[88]

## Riepilogo dei veicoli in visita
Lista degli eventi (docking/undocking e berthing/unberthing) dei veicoli di rifornimento o con equipaggio in visita alla Stazione spaziale internazionale durante l'Expedition 71 in ordine cronologico. I veicoli che sono sia arrivati sia partiti durante la missione sono riportati due volte.
| Veicolo        | Missione             | Evento            | Boccaporto di aggancio   | Data di aggancio          | Data di sgancio                     |
| -------------- | -------------------- | ----------------- | ------------------------ | ------------------------- | ----------------------------------- |
| SpaceX CRS-30  | Rifornimento         | Undocking         | Harmony anteriore        | 21 marzo 2024 (Exp 70)    | 28 aprile 2024                      |
| SpaceX Crew-8  | Cambio boccaporto    | Undocking/Docking | Harmony anteriore/zenith | 2 maggio 2024             | 2 maggio 2024                       |
| Progress MS-25 | Rifornimento         | Undocking         | Poisk                    | 1º dicembre 2023 (Exp 70) | 28 maggio 2024                      |
| Progress MS-27 | Rifornimento         | Docking           | Poisk                    | 1º giugno 2024            | Dicembre 2024 (Exp 72, pianificato) |
| Boe-CFT        | Trasporto equipaggio | Docking           | Harmony anteriore        | 6 giugno 2024             | 6 settembre 2024                    |
| Cygnus NG-20   | Rifornimento         | Unberthing        | Unity                    | 30 gennaio 2024 (Exp 70)  | 12 luglio 2024                      |
| Cygnus NG-21   | Rifornimento         | Berthing          | Unity                    | 6 agosto 2024             | Gennaio 2025 (Exp 72, pianificato)  |
| Progress MS-26 | Rifornimento         | Undocking         | Zvezda                   | 15 febbraio 2024 (Exp 70) | 13 agosto 2024                      |
| Progress MS-28 | Rifornimento         | Docking           | Zvezda                   | 15 agosto 2024            | Febbraio 2025 (Exp 72, pianificato) |
| Boe-CFT        | Senza equipaggio     | Undocking         | Harmony anteriore        | 6 giugno 2024             | 6 settembre 2024                    |
| Sojuz MS-26    | Trasporto equipaggio | Docking           | Rassvet                  | 11 settembre 2024         | Marzo 2025 (Exp 72, pianificato)    |
| Sojuz MS-25    | Trasporto equipaggio | Undocking         | Prichal                  | 23 marzo 2024 (Exp 70)    | 23 settembre 2024                   |

## Galleria d'immagini

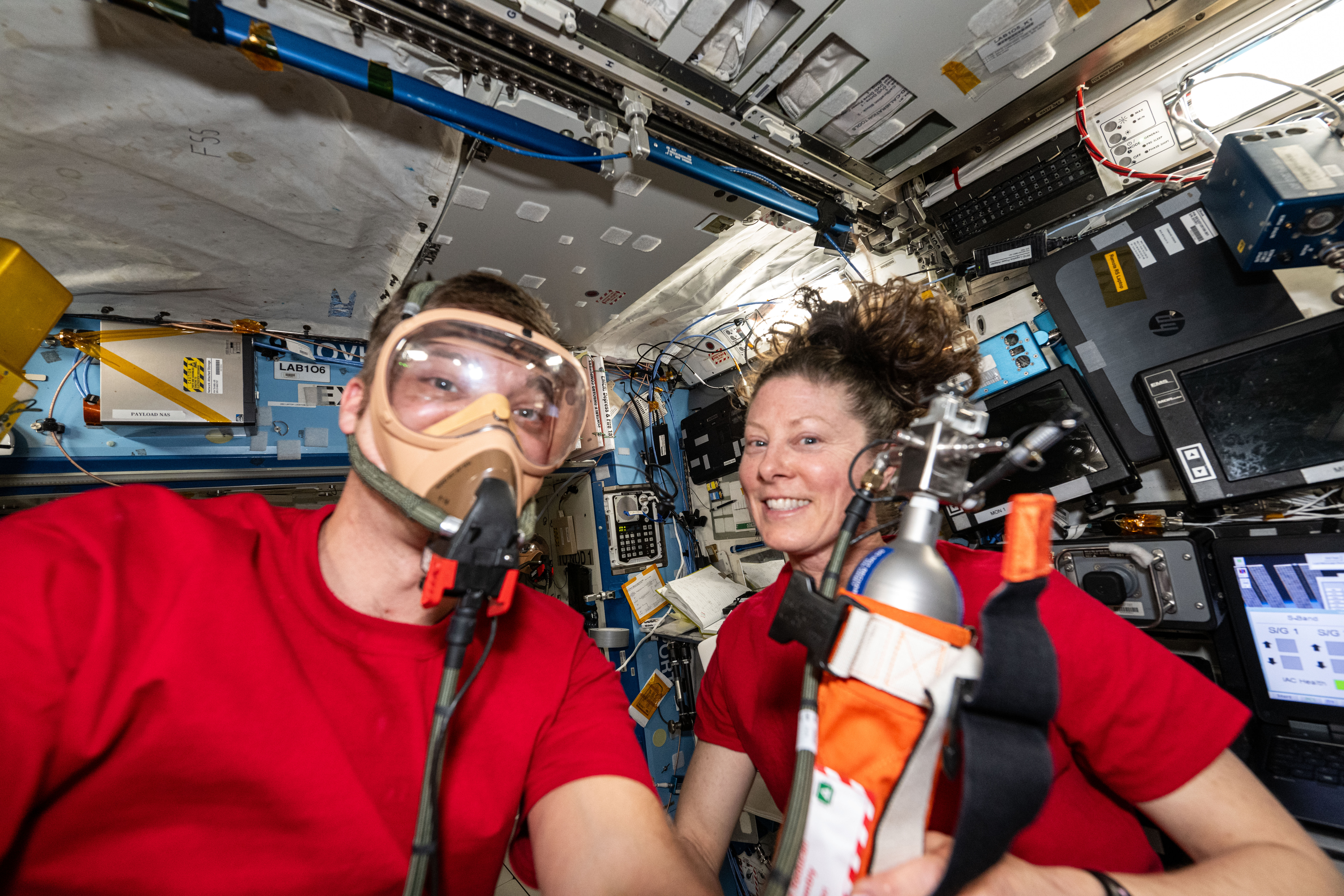
Dominick e Dyson provano le maschere anti-incendio durante un'esercitazione
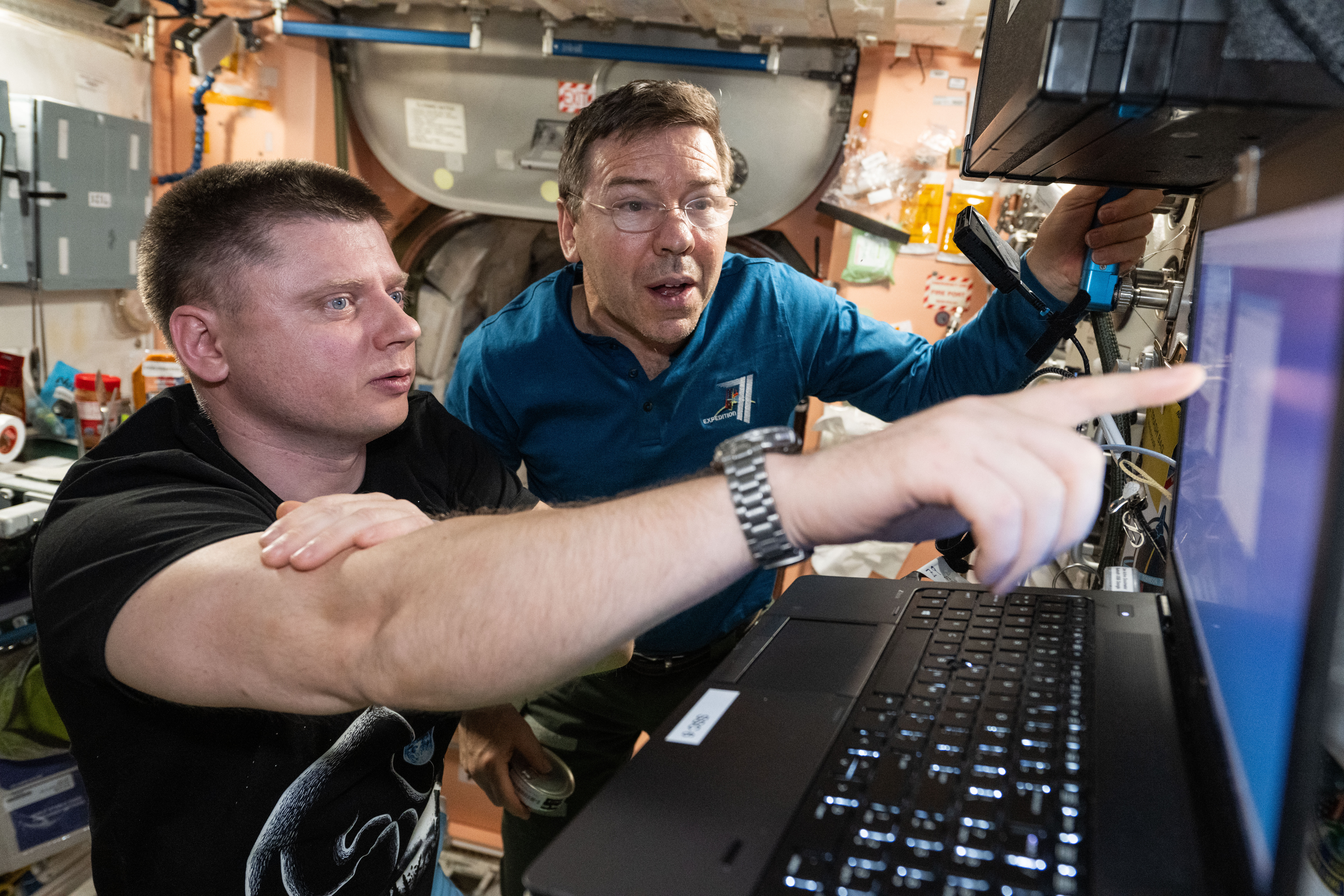
Grebënkin e Barratt lavorano nel modulo Unity
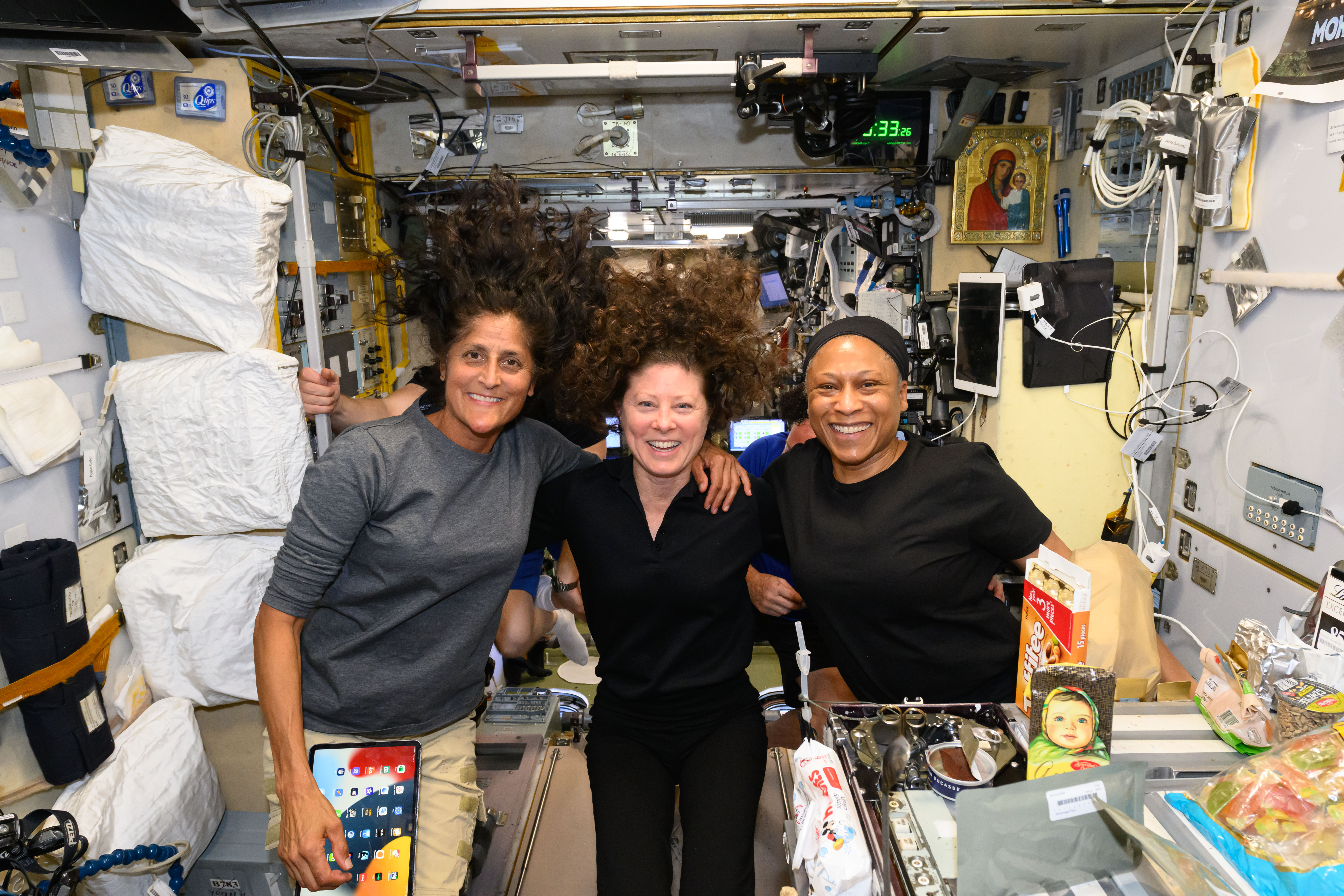
Williams, Dyson e Epps nel modulo Zvezda
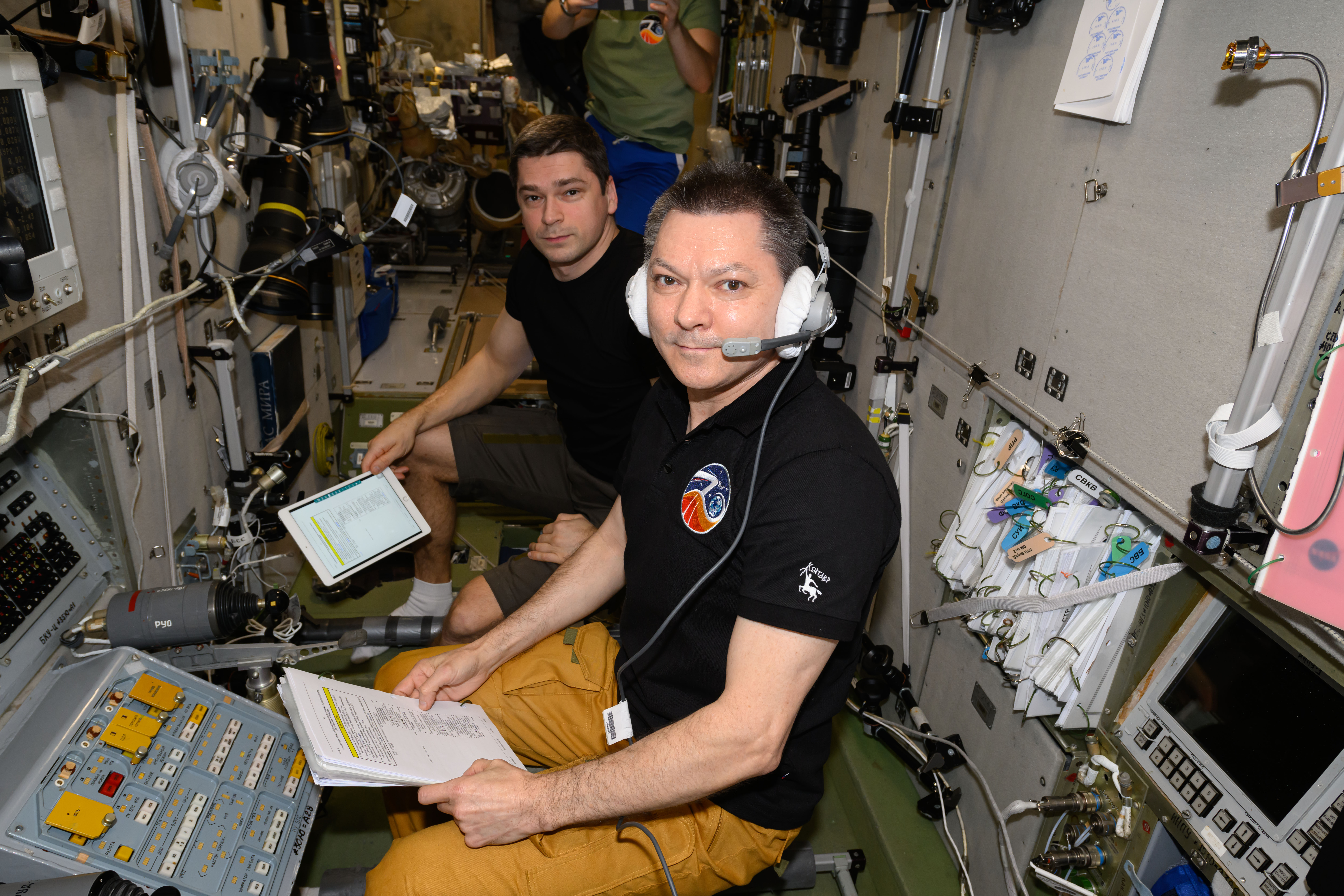
Kononenko e Čub supervisionano il docking di una Progress in Zvezda
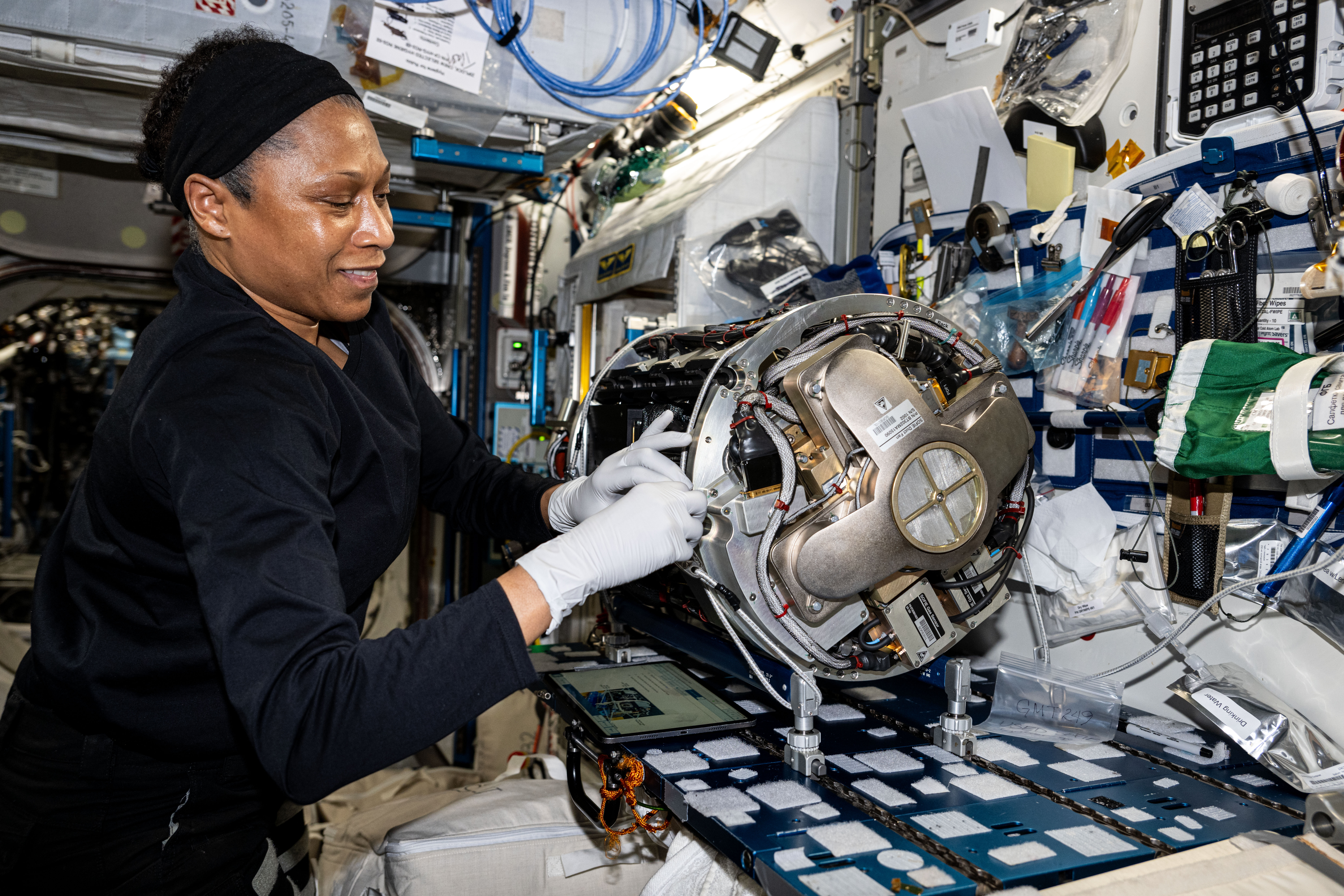
Epps lavora nel modulo Harmony sull'hardware Combustion Integrated Rack (CIR)
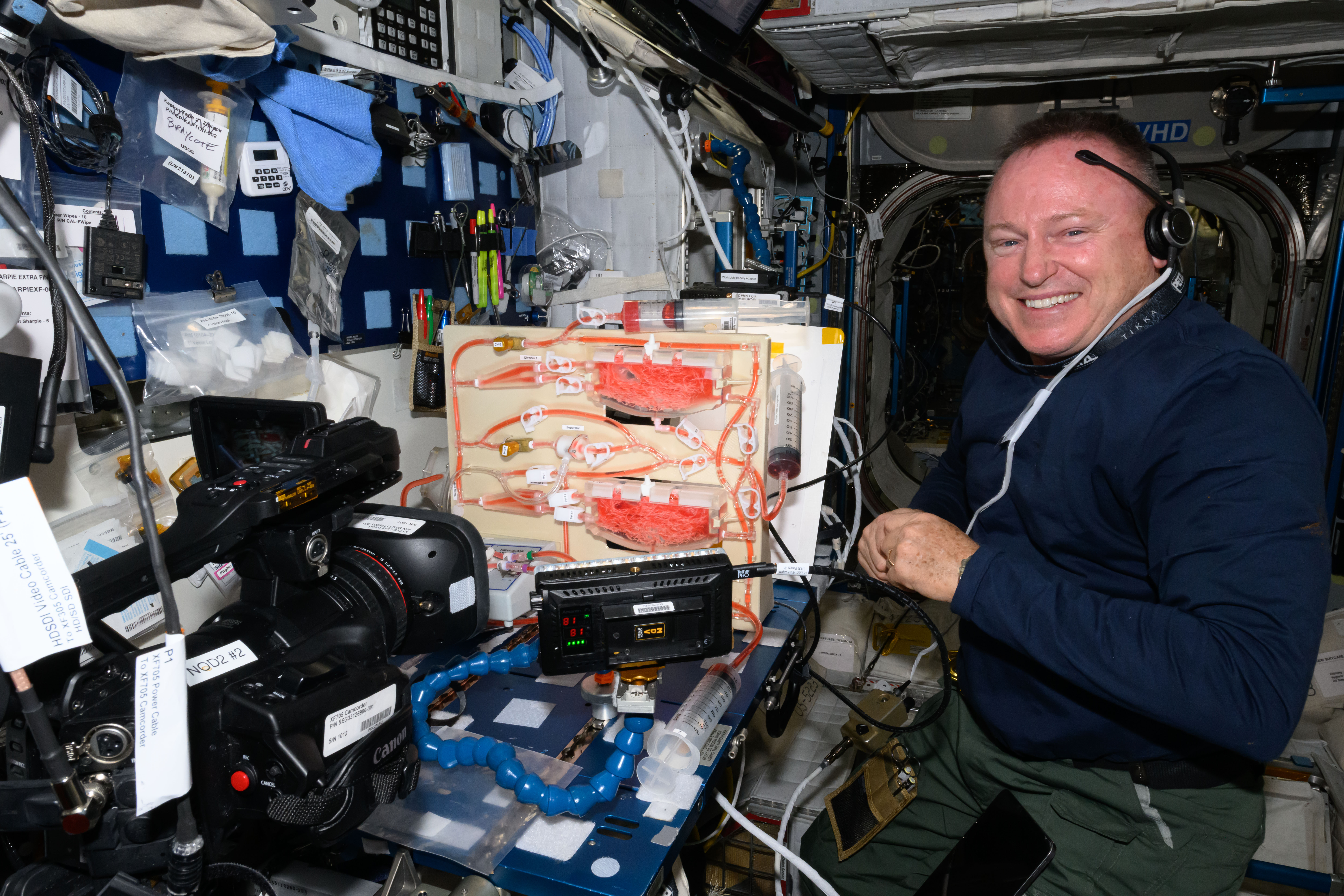
Wilmore lavora a un esperimento di fisica dei fluidi nel modulo Harmony
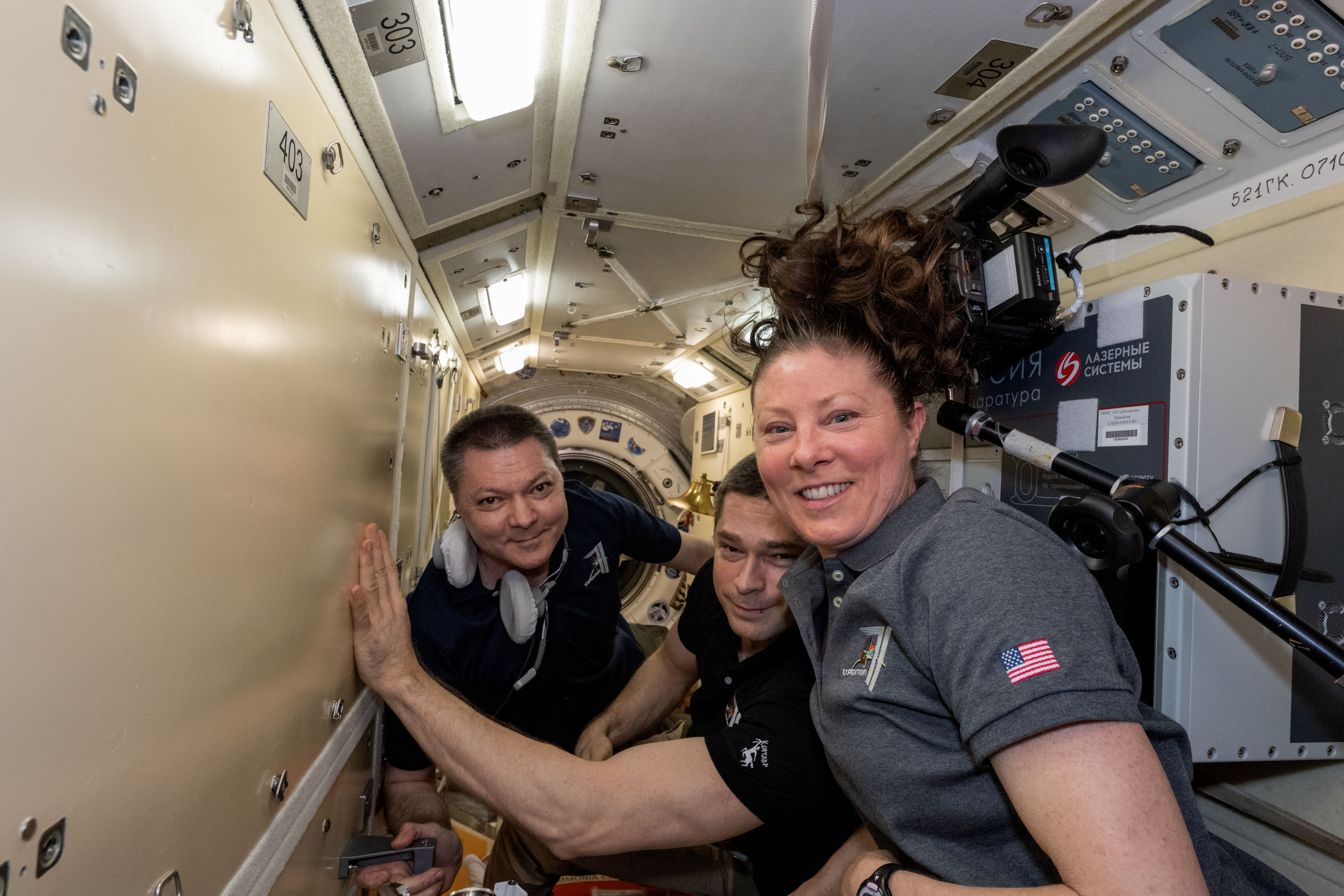
Kononenko, Čub e Dyson durante le operazioni di docking della Sojuz MS-26
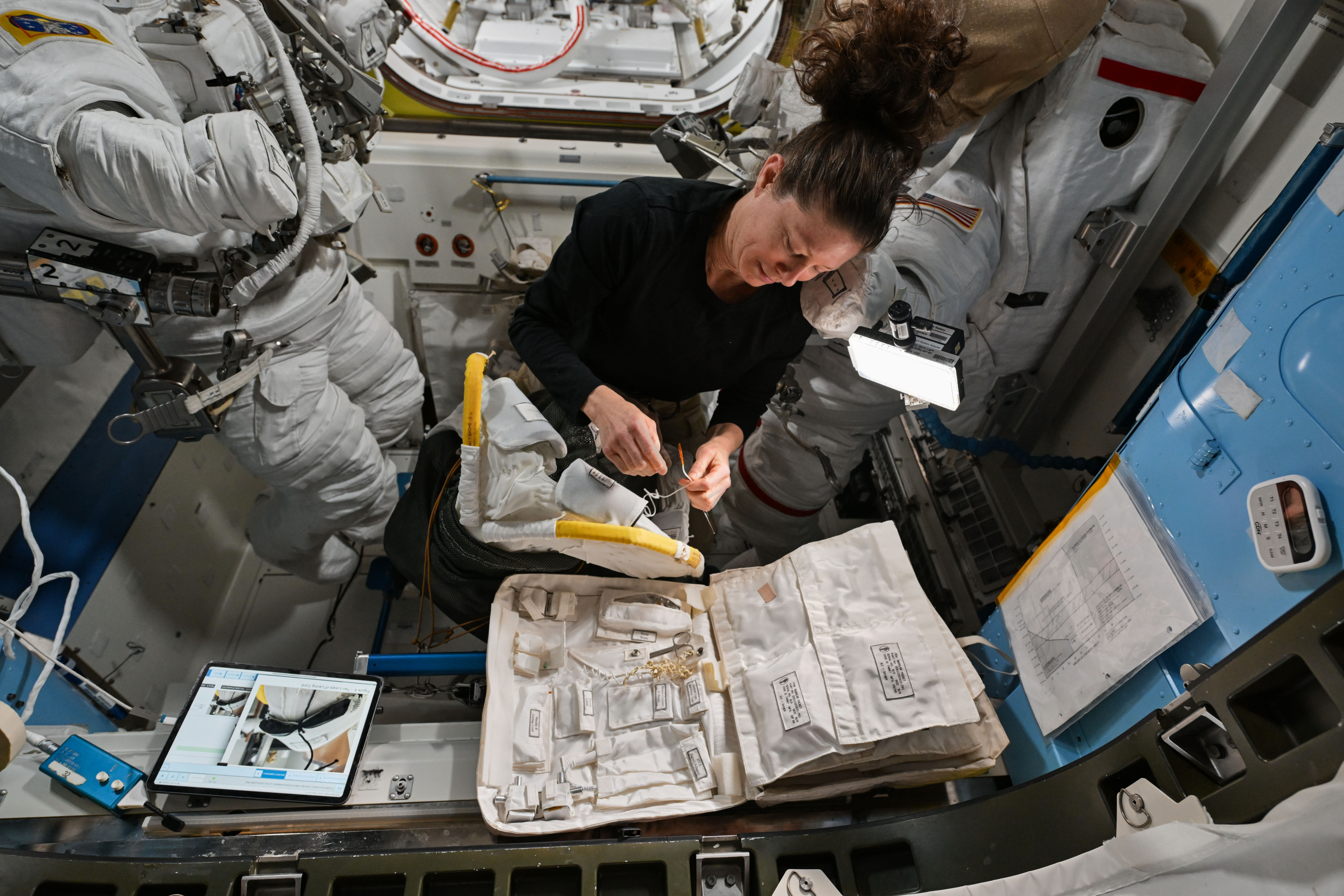
Dyson lavora al Liquid Cooling and Ventilation Garment della sua EMU in viste delle EVA pianificate
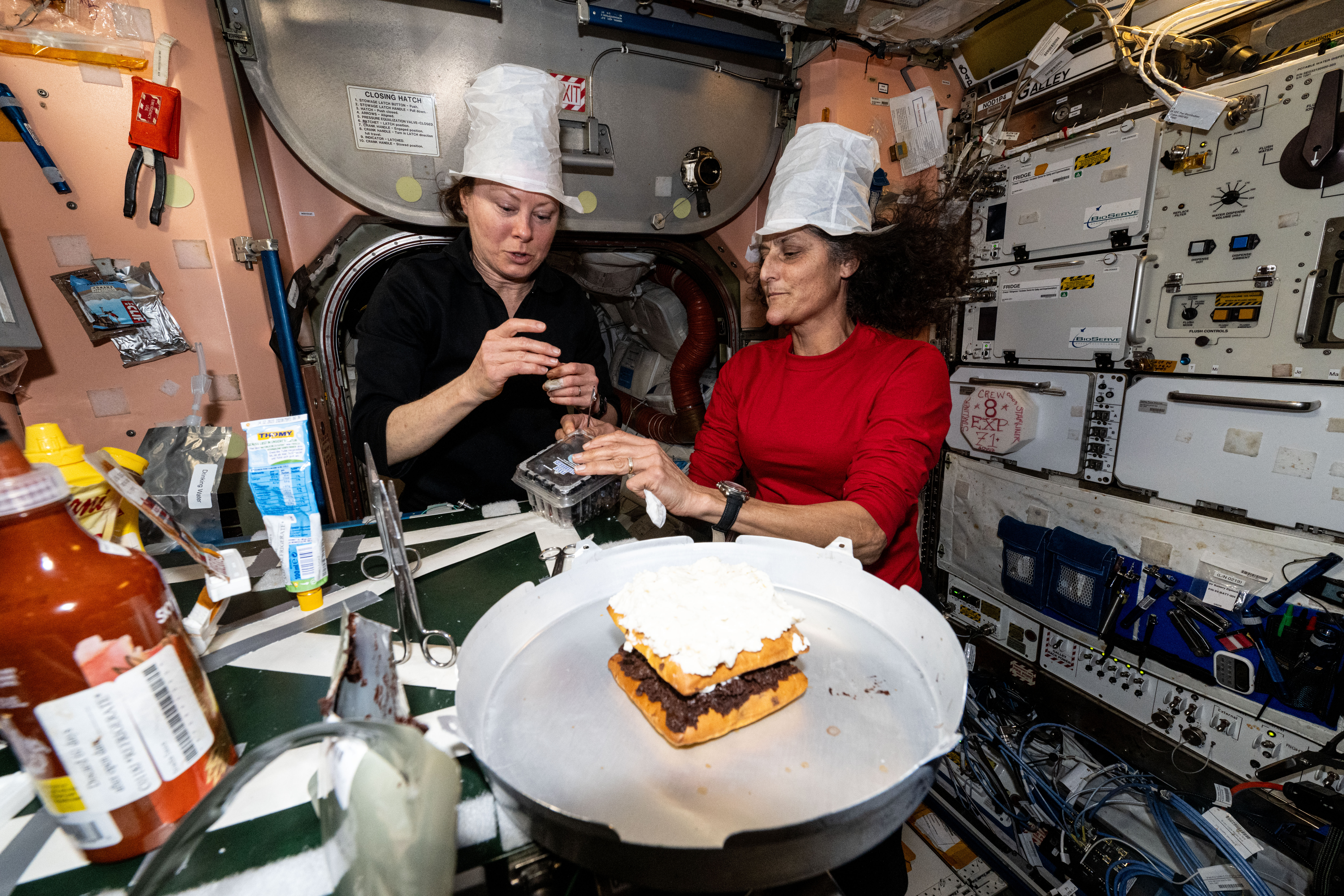
Williams e Dyson preparano dei dolci con gli alimenti consegnati dalla Cygnus NG-21 pochi giorni prima
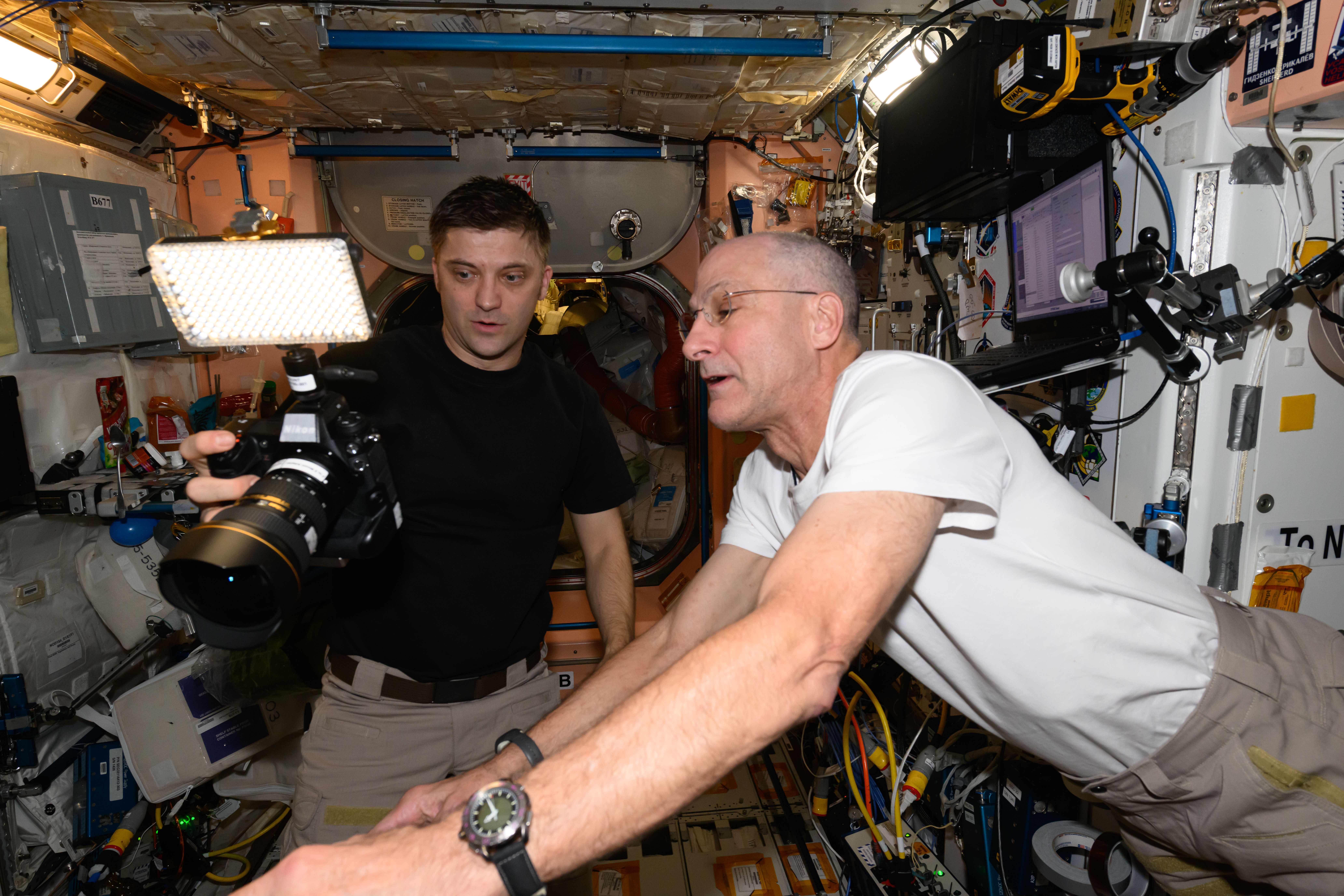
Dominick e Pettit lavorano nel modulo Unity
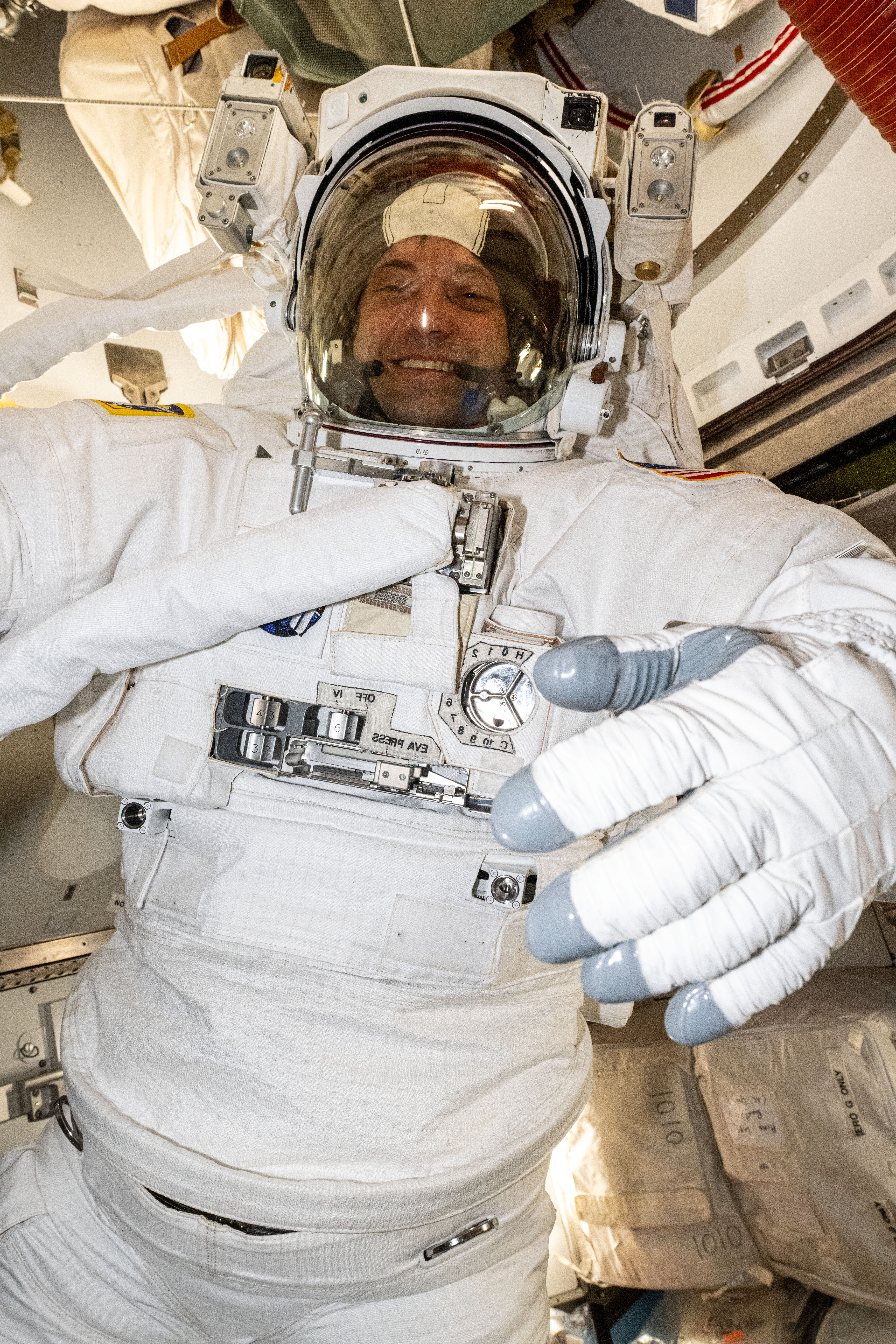
Dominick prova una tuta EMU in vista dell'EVA poi annullata del 13 giugno
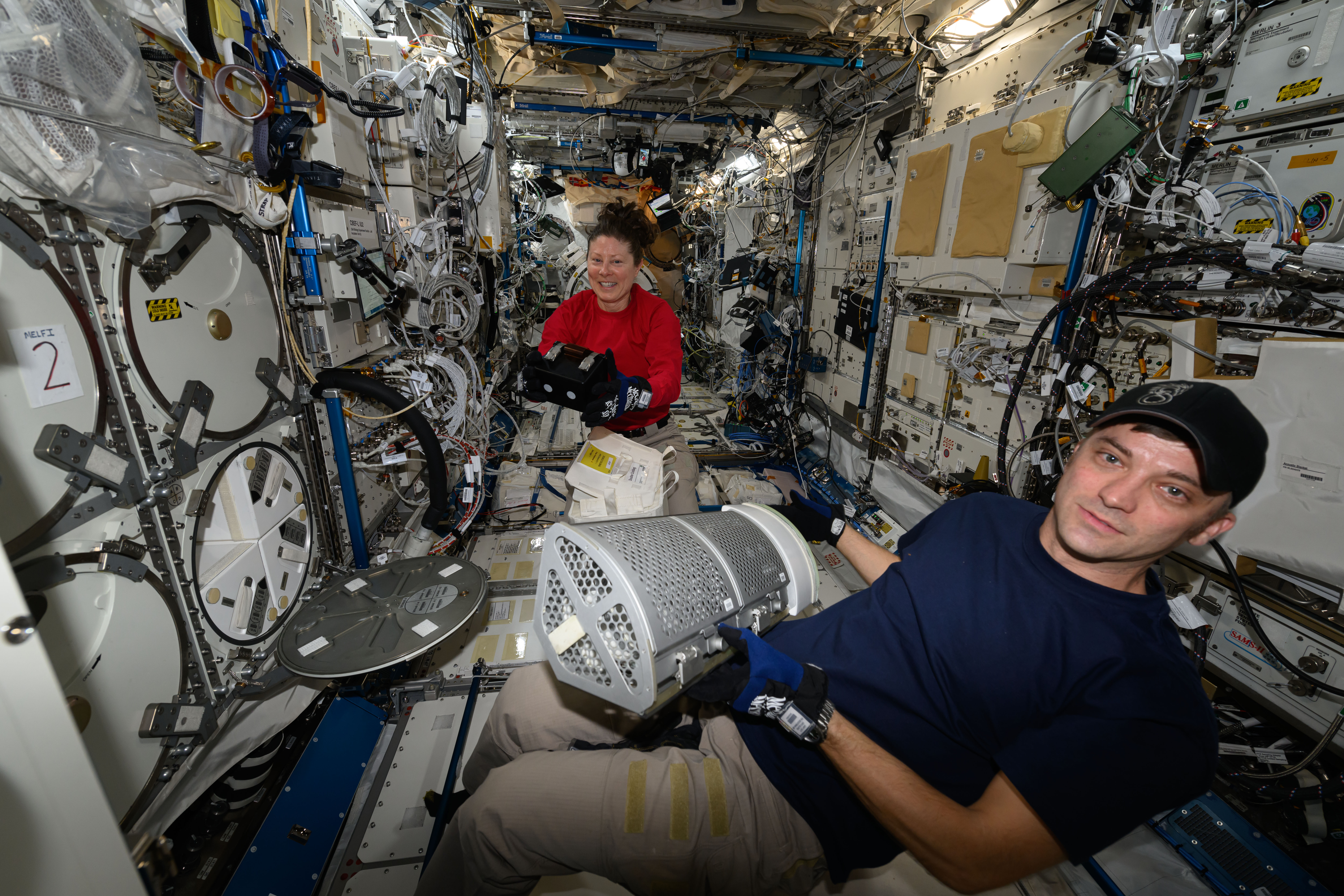
Dyson e Dominick lavorano al congelatore MELFI del modulo Kibo